# Иван III Васиљевич
Иван III Васиљевич (рус. Иван III Васильевич; Москва, 22. јануар 1440 — Москва, 27. октобар 1505) је био велики кнез московски, а од 1462. и „свих Руса” пошто је ујединио велик број кнежевина. Такође је познат као Иван Велики (рус. Иван Великий). Ослободио делове земље од Монгола, ојачао централну власт, а 1497. године издао први руски зборник закона „Судбеник”. Због женидбе са византијском принцезом Зојом Палеолог, сматрао се наследником Источног римског царства и у његово време први пут се јавила идеја о мисији Руског царства као заштитника православља у ком би Москва била „Трећи Рим”. Изградио је више цркава и палата у Москви, као и велико утврђење Ивангород на Балтику. Успешно је ратовао са Литванијом и Шведском. На свој двор је доводио доста европских уметника, архитеката и дипломата и одржавао добре односе са Италијанима, Данском, Угарском и Светим римским царством. Послао је прву експедицију у истраживање Арктика 1465. године. Отворио је више ливница топова у Русији. Као владар, био је правичан, али преке и темпераментне нарави.
Велики кнез Владимира и Москве од 1462. до 1505. године, суверен целе Русије, у неким документима је називан Царем, у бројним страним изворима називан је Кајзером и Императором.
Резултат владавине великог кнеза Ивана III био је уједињење значајног дела руских земаља око Москве и њено претварање у центар јединствене руске државе, због чега је добио надимак „сакупљач руске земље“. Коначно ослобођење земље од зависности Хорде је постигнуто; усвојен је Законик, збирка државних закона; спроведен је низ реформи које су поставиле темеље локалном систему власништва над земљиштем; изграђени су садашњи Московски Кремљ и главни храм руске државе, Успенски сабор; Усвојен је садашњи грб Русије - двоглави орао.

## Детињство и младост
Иван III је рођен 22. јануара 1440. године у породици великог кнеза московског Василија II Васиљевича. Иванова мајка била је велика кнегиња Марија Јарославна, ћерка удеоног кнеза Јарослава Боровског, унука кнеза Владимира Храброг, руске кнегиње из серпуховске гране династије Рјуриковича (породица Даниловић) и далеке рођаке његовог оца. Рођен је на дан сећања на светог апостола Тимотеја, и у његову част је добио своје „директно име“ - Тимотеј. Најближи црквени празник био је дан Преноса моштију Светог Јована Златоустог (27. јануара), у чију част је кнез добио име по којем је најпознатији.
Нема поузданих података о раном детињству Ивана III; највероватније је одрастао на очевом двору. Међутим, каснији догађаји драматично су променили судбину престолонаследника: 7. јула 1445. године, близу Суздала, војска великог кнеза Василија II претрпела је тежак пораз од војске под командом татарских кнежева Мамутјака и Јакуба (синова кана Улуг-Мухамеда). Рањени велики кнез Василије II је заробљен, а власт у држави је привремено прешла на најстаријег у низу потомака великог кнеза Ивана I Калите - кнеза Димитрија Јуријевича Шемјаку. Заробљавање великог кнеза Василија II и очекивање татарске најезде довело је до све веће забуне у кнежевини; Ситуацију је погоршао пожар у Москви.
Велики кнез Василије II, обећавши кану Улгу - Мухамеду откуп, добио је од њега војску и вратио се у Москву из заробљеништва у јесен, а кнез Димитрије Шемјака је био приморан да напусти престоницу и повуче се у Углич. Москва је морала да плати откуп за великог кнеза – око неколико десетина хиљада рубаља. Под тим условима, међу присталицама кнеза Димитрија Шемјаке развила се завера, и када су у фебруару 1446. године, велики кнез Василије II и његова деца отишли у Тројице-Сергијев манастир, у Москви је почела побуна. Велики кнез Василије II је заробљен, пребачен у Москву и у ноћи између 13. и 14. фебруара ослепљен (што му је донело надимак „Мрачни“) по наређењу кнеза Димитрија Шемјаке. Према Новгородској хроници, велики кнез Василије II је оптужен да је „довео Татаре у руску земљу“ и поделио им московске градове и власти „за исхрану“.
У почетку, шестогодишњи кнез Иван није пао у руке кнеза Димитрија Шемјаке: Василијева деца су, заједно са верним бољарима, успела да побегну у Муром, који је био под влашћу присталице великог кнеза Василија II. После неког времена, рјазански епископ Јона је стигао у Муром и известио о сагласности великог кнеза Димитрија Шемјаке да додели удеону кнежевину свргнутом Василију II; Ослањајући се на његово обећање, Василијеве присталице су пристале да предају децу новим властима. 6. маја 1446. године, кнез Иван је стигао у Москву. Међутим, велики кнез Димитрије Шемјака није одржао реч: три дана касније, Василијева деца су послата у Углич код свог оца, у затвор.
После неколико месеци, 15. септембра 1446. године, велики кнез Димитрије Шемјака је коначно одлучио да бившем великом кнезу Василију II додели удеону кнежевину - Вологду - и ослободио је кнеза Василија II Васиљевича и његову жену „из заточеништва“. Василијева деца су га пратила. Али свргнути кнез Василије II није имао намеру да призна пораз и отишао је у Твер да затражи помоћ од великог кнеза Тверског, Бориса. Формализација ове заједнице била је веридба шестогодишњег кнеза Ивана Васиљевича са ћерком тверског великог кнеза Бориса, кнегињом Маријом Борисовном. Убрзо су Василијеве трупе окупирале Москву. Моћ великог кнеза Димитрија Шемјаке је пала, он сам је побегао, а велики кнез Василије II се поново учврстио на великокнежевском престолу. Међутим, кнез Димитрије Шемјака, који се учврстио у северним земљама (његова база је био недавно освојени град Устјуг), није имао намеру да се преда, и грађански рат се наставио.
Први помен престолонаследника Ивана као „великог кнеза“ датира из овог периода (отприлике крај 1448 – средина 1449. године). Године 1452. већ је послат као номинални вођа војске у поход против устјушке тврђаве Кокшенга. Наследник престола кнез Иван је успешно извршио задатак који је добио, одсекавши Устјуг од новгородских земаља (постојала је опасност да Новгород уђе у рат на страни кнеза Димитрија Шемјаке) и окрутно уништивши Кокшенгску кнежевину. Вративши се из похода са победом, 4. јуна 1452. године, кнез Иван се оженио својом невестом, кнегињом Маријом Борисовном, у храму Спаса у шуми. Убрзо је кнез Димитрије Шемјака, који је претрпео коначан пораз, отрован, а крвави грађански сукоб који је трајао четврт века почео је да јењава.

## Ступање на великокнежевски престо
У наредним годинама кнез Иван је постао савладар свога оца великог кнеза Василија II. На кованицама Московске државе појављује се натпис „господар све Русије“; он сам, као и његов отац велики кнез Василије II, носи титулу „велики кнез“. Две године кнез Иван је, као удеони кнез, управљао Переслављем-Залеским, једним од кључних градова московске државе. Војни походи, где је он номинални командант, играју важну улогу у образовању престолонаследника. Тако је 1455. године, кнез Иван, заједно са искусним губернатором Фјодором Басенком, води победоносни поход против Татара кана Саид-Ахмада који су напали Русију. У августу 1460. године, предводио је војску Велике московскке кнежевине, блокирајући пут ка Москви Татарима кана Ахмета, који су упали на границе Русије и опседали Перејаслављ-Рјазански.
У марту 1462. године, тешко се разболео Иванов отац, велики кнез Василије II. Недуго пре тога сачинио је тестамент, по коме је поделио великокнежевске земље својим синовима. Као најстарији син, велики кнез Иван III је добио не само титулу великог кнеза, већ и главни део територије државе - 16 главних градова (не рачунајући Москву, коју је требало да поседује заједно са својом браћом). Осталој Василијевој деци завештано је само 12 градова; Истовремено, већина бивших престоница удеоних кнежевина (посебно Галич Мерски - бивша престоница великог кнеза Димитрија Шемјаке) припала је новом великом кнезу Ивану III. Када је велики кнез Василиј II умро 27. марта 1462. године, Иван III је без проблема постао нови велики кнез и испунио очеву вољу, обдаривши своју браћу земљом по тестаменту. У исто време, следеће године, најбољи командант његовог оца, Фјодор Басенок, је ослепљен.

## Титула
За време владавине великог кнеза Ивана III титула московског владара није имала једнообразну стандардну форму. Форма се може разликовати од случаја до случаја.
"По милости Божијој, велики господар руске земље, велики кнез Иван Васиљевич, цар све Русије, Володимирска и Москве и Новгорода и Пскова и Југорска и Вјатке и Перма и других".
"Иван, по милости Божијој, владар целе Русије и велики кнез Владимирски, и Московски, и Новгородски, и Псковски, и Тверски, и Југорски, и Пермски, и Бугарски и других".

## Проширење и самосталност
Област Јарослав је анектирана 1463. године, а потом је следио Ростов 1475. године. После дуготрајног ратовања 1478. године коначно је освојена и Новгородска република. Охрабрен тиме 1480. године, престаје да плаћа данак Татарима и њиховом кану Ахмету чиме стиче потпуну самосталност. Коначно, присајединио је Твер 1485. године.

### Спољна политика
За време владавине великог кнеза Ивана III, главни циљ спољне политике земље био је уједињење североисточне Русије у јединствену државу. Ова политика се показала изузетно успешном. На почетку Иванове владавине, Московска кнежевина је била окружена земљама других руских кнежевина; Када је умро, свом сину великом кнезу Василију III је предао земљу, која је ујединила већину ових кнежевина. Само Псков, Рјазањ, Волоколамск и Новгород-Северски задржали су релативну (не баш широку) независност.
Почевши од владавине великог кнеза Ивана III, односи са Великим војводством Литваније постали су посебно акутни. Жеља Москве да уједини руске земље јасно је била у сукобу са литванским интересима, а сталне граничне окршаје и транзиција пограничних кнежева и бојара између држава нису допринели помирењу.
За време владавине великог кнеза Ивана III дошло је до коначног формирања независности руске државе. Некадашња, већ прилично номинална, зависност од Хорде престаје. Велики кнез Ивана III одлучно је подржавао противнике Хорде међу Татарима; Конкретно, склопљен је савез са Кримским канатом. Источни правац спољне политике такође се показао успешним: комбинујући дипломатију и војну силу, Велики кнез Иван III је покушао да утиче на Казањски канат.

### "Сакупљање земаља"
Поставши велики кнез, Иван III је започео своје спољнополитичке активности потврђивањем ранијих уговора са суседним кнежевима и уопште јачањем својих позиција. Тако су закључени уговори са Тверском и Белозерском кнежевином; кнез Василиј Иванович, оженио се сестром великог кнеза Ивана III и постављен је на престо Рјазанске кнежевине.
Почевши од 1470-их, активности усмерене на припајање преосталих руских кнежевина нагло су порасле. Прва је била Јарославска кнежевина, која је коначно изгубила остатке независности 1471. године, након смрти кнеза Александра Фјодоровича. Наследник последњег јарославског кнеза, кнез Даниило Пенко, ступио је у службу великог кнеза Ивана III и касније добио чин бојара. Године 1472. умро је Дмитровски кнез Јуриј Васиљевич, Иванов брат. Дмитровска кнежевина је прешла у руке великог кнеза; Међутим, преостала браћа преминулог принца Јурија су се изјаснила против овога. Снажни сукоб је заташкан уз помоћ удовице великог кнеза Василија II Мрачног, велике кнегиње Марије Јарославне, која је учинила све да оконча свађу међу децом. Као резултат тога, део Јуријеве земље добила су и млађа браћа великог кнеза Ивана III
Године 1474. на ред је дошла Ростовска кнежевина. У ствари, још раније је била део Московске кнежевине: велики кнез Иван III је био сувласник Ростова. Сада су ростовски кнежеви продали „своју половину” кнежевине у трезор, чиме су се коначно претворили у службено племство. Велики кнез Иван III је пренео оно што је добио као део наследства своје мајке.

### Припајање Новгорода
Различито се развијала ситуација са Новгородом, што се може објаснити разликом у природи државности удеоних кнежевина и трговачке и аристократске новгородске државе. Поступци московског великог кнеза Ивана III представљали су претњу независности Новгорода, који је од XIII века био формално подређен престолу великог кнеза. У овој ситуацији, у Новгороду се појавила утицајна антимосковска партија. На њеном челу била је енергична удовица градоначелника Марфа Борецкаја и њени синови. Очигледна супериорност Москве приморала је присталице независности да потраже савезнике, пре свега у Великом војводству Литванији. Међутим, у условима непријатељства између православља и католичанства, апел католичком Казимиру, великом војводи Литваније, вече је доживело на крајње двосмислен начин, а православни кнез Михаил Олелкович, син кијевског кнеза и рођак великог кнеза Ивана III, био је позван 1. новембра да одбрани град 1470. године. Међутим, услед смрти новгородског архиепископа Јоне, који је позвао кнеза Михаила, и накнадног заоштравања унутрашње политичке борбе, кнез Михаило се није дуго задржао у Новгородској земљи и 15. марта 1471. године, напустио је град. Антимосковска партија је успела да постигне велики успех у унутрашњој политичкој борби: послато је посланство у Литванију, након чијег повратка је састављен нацрт уговора са великим војводом Казимиром. Према овом споразуму, Новгород је, признајући власт великог војводе Литваније, ипак сачувао своју државну структуру нетакнуту; Литванија је била дужна да помогне у борби против Московске велике кнежевине. Сукоб са великим кнезом Иваном III постао је неизбежан.
6. јуна 1471. године, десетохиљадни одред московских трупа под командом Данила Холмског кренуо је из престонице у правцу Новгородске земље; недељу дана касније у поход је кренула војска Стриге-Оболенског, а 20. јуна 1471. године поход је из Москве започео лично велики кнез Иван III. Напредовање московских трупа кроз Новгородске земље било је праћено пљачкама и насиљем, које су имале за циљ да застраше непријатеља.
Ни Новгород није седео беспослен. Од мештана је формирана градска стража, а команду су преузели градоначелници Дмитриј Борецки и Василиј Казимир. Број ове војске достигао је четрдесет хиљада људи, али је њена борбена ефикасност, због журбе формирања од градских становника који нису били обучени у војним пословима, остала ниска. У јулу 1471. године, Новгородска војска је напредовала у правцу Пскова, са циљем да спречи псковску војску, савезницима московског великог кнеза Ивана III, да се придружи главним снагама противника Новгорода. На реци Шелоњ, Новгорођани су неочекивано наишли на одред Холмског. 14. јула почела је битка између противника. Током битке на Шелоњу, новгородска војска је потпуно поражена. Новгорођани су изгубили 12 хиљада људи, око две хиљаде људи је заробљено; Дмитриј Борецки и још три бојара су погубљени. Град се нашао под опсадом, а међу самим Новгорођанима промосковска странка је добила предност и започела преговоре са великим кнезом Иваном III. 11. августа 1471. године, закључен је мировни уговор - Коростински уговор, према којем је Новгород био обавезан да плати контрибуцију од 16.000 рубаља, задржао је државну структуру, али није могао да се „препусти” власти литванског великог војводе; Великом кнезу московском уступио је значајан део простране Двинске земље. Једно од кључних питања у односима Новгорода и Москве постало је питање судске власти. У јесен 1475. године, велики кнез Иван III је стигао у Новгород, где се лично бавио низом случајева немира; Неки антимосковски опозиционари проглашени су кривима. У ствари, током овог периода, у Новгороду је успостављена судска двојна власт: један број подносилаца притужби послат је директно у Москву, где су изнели своје захтеве. Управо је ова ситуација довела до појаве повода за нови рат, који се завршио падом Новгорода.
У пролеће 1477. године у Москви се окупио један број жалбеника из Новгорода. Међу овим људима била су два мања чиновника - Подвојски Назар и чиновник Захариј. У представљању свог случаја, они су великог кнеза назвали „сувереном“ уместо традиционалног обраћања „господару“, што је подразумевало једнакост „господара великог кнеза“ и „господара великог Новгорода“. Москва је одмах ухватила овај изговор; У Новгород су послани амбасадори који су захтевали званично признање титуле суверена, коначно преношење судства у руке великог кнеза Ивана III и успостављање резиденције великог кнеза Ивана III у граду. Веће је, саслушавши амбасадоре, одбило да прихвате ултиматум и почели су да се спремају за рат.
9. октобра 1477. године, великокнежевска војска је кренула у поход на Новгород. Њој су се придружиле трупе савезника Твера и Пскова. Започета опсада града открила је дубока неслагања међу браниоцима: присталице Москве су инсистирале на мировним преговорима са великим кнезом Иваном III. Један од присталица склапања мира био је новгородски архиепископ Теофил, што је противницима рата дало извесну предност, изражену у слању посланства великом кнезу Ивану III са архиепископом Теофилом на челу. Али покушај да се постигне договор о претходним условима није успео: у име великог кнеза Ивана III, амбасадорима су постављени оштри захтеви („У Новгороду неће бити звона у нашој отаџбини, неће бити посадника, а ми ћемо одржати своју државу“), што је у ствари значило крај независности Новгорода. Тако јасно изражен ултиматум довео је до почетка нових нереда у граду; Иза градских зидина, у штаб великог кнеза Ивана III почели су да се селе високи бојари, укључујући војсковођу Новгорода, кнеза Василија Гребенка-Шујског. На крају је одлучено да се попусти захтевима Москве, а Новгород се 15. јануара 1478. године предао, вековни ред је укинут, а вече звоно и градска архива послати су у Москву.

### „Стајање на Угри“ и ослобођење од власти Златне Хорде
Односи са Златном Хордом, већ напети, су се погоршали почетком 1470-их. После војног пораза од Тамерланових трупа, Златна Хорда је наставила да се распада; На њеној територији формиране су независне државе: „Велика Хорда“ (са главним градом у Сарај-Беркеу), Сибирски канат почетком 1420-их, 1428. године, - Настали су Узбекистански канат, затим Казански (1438. године), Кримски (1441. године), Ногајска хорда (1440-их) и Казахстански канат (1456/1465. године); после смрти кана Кичи-Мухамеда (око 1459. године), Златна Хорда је престала да постоји као јединствена држава.
1472. године, кан Велике Хорде, Ахмет, започео је поход на Русију. У Таруси су Татари срели велику руску војску. Сви покушаји Хорде да пређе Оку били су одбијени. Војска Хорде је успела да спали град Алексин, али се кампања у целини завршила неуспехом. Убрзо (исте 1472. или 1476. године) велики кнез Иван III је престао да плаћа данак кану Велике Хорде, што је неминовно довело до новог сукоба. Међутим, све до 1480. године, кан Ахмет је био заузет борбом против Кримског каната.
Према Казанској историји (књижевни споменик не раније од 1564. године), непосредан повод за почетак рата било је погубљење посланства Хорде које је кан Ахмет послао великом кнезу Ивану III за данак. Према овој вести, велики кнез је, одбијајући да плати кану Ахмету, узео „басму лица његовог“ и згазио је; После овога су сви посланици Хорде, осим једног, погубљени. Међутим, поруке у „Казанској историји”, које такође садрже низ чињеничних грешака, су искрено легендарне природе и по правилу их савремени историчари не схватају озбиљно.
У лето 1480. године кан Ахмет је напао Русију. Ситуацију за московску државу закомпликовало је погоршање односа са западним суседима. Литвански велики војвода Казимир ступио је у савез са каном Ахметом и могао је да нападне сваког тренутка, а литванска војска је за неколико дана могла прећи пут од Вјазме, која је припадала Литванији, до Москве. Трупе Ливонског реда напале су Псков. Још један ударац за великог кнеза Ивана III била је побуна његове браће: удеоних кнежева Бориса и Андреја Бољшог, незадовољних угњетавањем великог кнеза Ивана III (тако је, кршећи обичаје, велики кнез Иван III, након смрти свог брата кнеза Јурија, узео целокупно наследство за себе, није поделио са својом браћом богат плен одузет у Новгороду, а такође је прекршио древно право одласка племића, наредивши хватање кнеза Оболенског, који је напустио службу код великог кнеза Ивана III и прешао у службу његовог брата кнеза Бориса), заједно са целим његовим двором и пратњом дојахали су до литванске границе и ступили у преговоре са великим војводом Казимиром. И иако је као резултат активних преговора са својом браћом, као резултат цењкања и обећања, велики кнез Иван III успео да их спречи да делују против њега, претња понављања грађанског рата није напустила Велико кнежевство Москву.
Сазнавши да се кан Ахмет креће ка граници Велике Московске кнежевине, велики кнез Иван III је, сакупивши трупе, такође кренуо на југ, ка реци Оки. У помоћ војсци великог кнеза Ивана III притекле су и трупе великог кнеза Тверског. Два месеца је војска, спремна за битку, чекала непријатеља, али кан Ахмет, такође спреман за битку, није започео офанзивне акције. Коначно, у септембру 1480. године, кан Ахмет је прешао реку Оку јужно од Калуге и упутио се преко литванске територије до реке Угре, границе између Москве и литванских поседа.
Велики кнез Иван III је 30. септембра напустио своје трупе и отишао у Москву, остављајући трупе под формалном командом свог наследника Ивана Младог, међу којима је био и његов ујак, удеони кнез Андреј Васиљевич Меншој, са наређењем да крену у правцу реке Угре. У исто време, кнез Иван Млади је наредио да се Кашира спали. Извори помињу оклевање великог кнеза Ивана III; Једна од хроника чак бележи да се велики кнез Иван III успаничио: „ужас га обузе, и он хтеде да побегне са обале, и посла своју велику кнегињу Римљанку и ризницу са њом у Белоозеро“.
Накнадни догађаји се у изворима тумаче двосмислено. Аутор независног московског законика из 1480-их пише да је појава великог кнеза Ивана III у Москви оставила болан утисак на становнике града, међу којима се дигао жамор: „Када ти, суверени велики кнеже, владаш над нама у кротости и тишини, онда нас продајеш на много начина (захтиеваш много што није дужно). А сада, наљутивши самог цара, не плативши му данак, предајете нас цару и Татарима.” После овога, хроника извештава да га је ростовски епископ Васијан, који се састао са великим кнезом Иваном III заједно са митрополитом, директно га оптужио за кукавичлук; После овога, велики кнез Иван III је, плашећи се за свој живот, отишао у Красноје Село, северно од престонице. Велика кнегиња Софија је, заједно са својом пратњом и владарском ризницом, послата на сигурно место, у Белоозеро, на двор удеоног кнеза Михаила Верејског. Мајка великог кнеза Ивана III је одбила да напусти Москву. Према овој хроници, велики кнез Иван III је у више наврата покушавао да призове свог сина кнеза Ивана Младог из војске, шаљући му писма, на која се није обазирао; Тада је велики кнез Иван III наредио кнезу Холмском да му на силу доведе сина. Кнез Данило Холмски није извршио ово наређење, покушавајући да убеди кнеза Ивана Младог, на шта је он, према поруци ове хронике, одговорио: „Доликује ми да умрем овде, а не да идем свом оцу".
Како примећује Р. Г. Скрињиков, прича из ове хронике је у очигледној супротности са бројним другим изворима. Тако, посебно, није потврђен приказ ростовског епископа Васијана као најзлобнијег критичара великог кнеза; Судећи по „Поруци“ и чињеницама његове биографије, епископ Васијан је био потпуно лојалан великом кнезу Ивану III. Истраживач повезује стварање овог законика са пратњом престолонаследника Ивана Младог и династичком борбом у великокнежевској породици. То, по његовом мишљењу, објашњава и осуду Софијиних поступака и похвале наследнику – за разлику од неодлучних (претворених у кукавичке под пером летописца) поступаке великог кнеза Ивана III.
Истовремено, сама чињеница одласка великог кнеза Ивана III у Москву забележена је у готово свим изворима; Разлика у летописним извештајима односи се само на трајање овог путовања. Хроничари великог кнеза Ивана III свели су ово путовање на само три дана (30. септембар – 3. октобар 1480. године). Чињеница флуктуација у великокнежевској пратњи је такође очигледна; У великокнежевом законику из прве половине 1490-их помиње се околнич Григориј Мамон као противник отпора Татарима; Независни законик из 1480-их, непријатељски настројен према великом кнезу Ивану III, поред Григорија Мамона помиње и Ивана Ошчеру, а Ростовска хроника помиње коњаника Василија Тучка. У међувремену, у Москви, велики кнез Иван III Васиљевич је одржао састанак са својим бољарима и издао наређења да се престоница припреми за могућу опсаду. Посредовањем мајке велике кнегиње Марије, вођени су активни преговори са побуњеном браћом, који су се завршили обнављањем односа. Трећег октобра, велики кнез Иван III Велики је напустио Москву због трупа, али пре него што је стигао до њих, настанио се у граду Кременцу, 60 миља од ушћа Угре, где је чекао приближавање одреда браће који су прекинули побуну - кнеза Андреја Бољшоја и кнеза Бориса Волоцког. У међувремену, на Угри су почели жестоки сукоби. Покушаји Хорде да пређе реку успешно су одбијени од стране руских трупа. Убрзо је велики кнез Иван III послао амбасадора Ивана Товаркова кану Ахмету са богатим поклонима. Кан Ахмет је захтевао лично присуство великог кнеза Ивана III Рјуриковича, али је велики кнез Иван III Велики Васиљевич одбио да иде код кана Ахмета; Велики кнез Иван III Велики Рјурикович је такође одбио канову понуду да му пошаље свог сина, брата или амбасадора Никифора Басенкова, познатог по својој великодушности (који је раније често путовао у Хорду).
26. октобра 1480. године река Угра се заледила. Руска војска, окупивши се, повукла се у град Кременск, а затим у Боровск. Тамо је велики кнез Иван III требало да пружи битку војсци Хорде на најбољим одбрамбеним позицијама. 11. новембра, кан Ахмет је издао наређење за повлачење. Мали татарски одред успео је да уништи неколико руских волости код Алексина, али након што су руске трупе послате у његовом правцу, и он се повукао у степу. Ахметово одбијање да прогони руске трупе објашњава се недостатком припремљености канове војске за вођење рата у суровим зимским условима – како летопис извештава, „Татари су били голи и боси, и постали су поцепани“. Штавише, постало је апсолутно јасно да краљ Казимир IV неће испунити своје савезничке обавезе према кану Ахмету. Поред одбијања напада кримских трупа савезника великог кнеза Ивана III, Литванија је била заузета решавањем унутрашњих проблема. „Стајање на Угри“ завршило се фактичком победом руске државе, која је добила жељену независност. Кан Ахмет, осветивши се због Казимирове неактивности, послао је своје трупе у Литванију, где је спалио многа насеља и украо много плена, али су га убрзо убили вазали током поделе плена; Након његове смрти, у Хорди су избили грађански сукоби. Дакле, резултат „Стајања на Угри“ није био само ослобођење од зависности од Хорде, већ и прилично озбиљно слабљење положаја Литванског великог војводства.
Године 1484, након што је велики кнез Иван III помогао касимовском кнезу Мухамеду-Амину да преузме кански престо у Казању, према уговору о „вечном миру“, Москва је престала да плаћа данак Казању, који је плаћан од битке код Суздаља 1445. године.

### Сукоб са Великим војводством Литванијом
Значајне промене су се догодиле током владавине великог кнеза Ивана III у односима Московске државе са Великим војводством Литванијом. У почетку пријатељски настројени (велики војвода Литваније Казимир је чак, према тестаменту великог кнеза Василија II, именован за старатеља деце великог кнеза Московског), постепено су се погоршавали. Московска жеља да потчини све руске земље стално је наилазила на отпор Литваније, која је имала исти циљ. Покушај Новгорођана да дођу под власт великог војводе Казимира није допринео пријатељству између две државе, а савез Литваније и Хорде 1480. године, током „сукоба на Угри“, заоштрио је односе до крајњих граница. Управо у то време дошло је до формирања савеза руске државе и Кримског каната.
Почев од 1480-их, ситуација је ескалирала до граничних сукоба. Године 1481. у Литванији је откривена завера кнежева Ивана Јурјевича Голшанског, Михаила Олелковича и Фјодора Ивановича Белског, који су припремали покушај атентата на великог војводу Казимира и желели су да своје поседе пренесу на великог кнеза московског Ивана III Васиљевича Великог Рјуриковича; кнез Иван Голшански и кнез Михаил Олељкович су погубљени, кнез Белски је успео да побегне у Москву, где је добио контролу над бројним поседима на литванској граници. Године 1482, кнез Иван Глински је побегао у Москву. Исте године, литвански амбасадор Богдан Сакович захтевао је да московски велики кнез Иван III Васиљевич Рјурикович призна права Литваније на Ржеву и Велике Луке и њихове волости.
У контексту сукоба са Литванијом, савез са Кримом је добио посебан значај. Након постигнутих споразума, у јесен 1482. године, кримски кан Менгли Гирај је извршио разорни препад на територију југа Литванског великог војводства (тренутно територија Украјине). Како је известио Никонов летопис, „1. септембра, по речи великог кнеза московског Ивана Васиљевича, Менгли Гирај, цар Кримске Перекопске Орде, дође свом снагом на целу Русију, освоји царичину државу и град Кијев и спали га ватром, и зароби кијевског гувернера, пана Ивашку Хотковича, и одведе од њега безброј заробљеника; и оставише кијевску земљу пустом.“ Према Псковском летопису, као резултат похода пало је 11 градова, а читав регион је био опустошен. Велико војводство Литванија је било озбиљно ослабљено.
Гранични спорови између две државе наставили су се током 1480-их. Више волости, које су у почетку биле у заједничком московско-литванском (или новгородско-литванском) поседу, заправо су окупирале трупе великог кнеза Ивана III (то се првенствено односи на Ржев, Торопец и Велике Луке). Периодично су се јављали сукоби између вјазменских кнежева који су служили великом војводи Казимиру и руских удеоних кнежева, као и између мезетских кнежева (присталица Литваније) и кнежева Одојевског и Воротинског који су прешли на страну Москве. У пролеће 1489. године ствари су дошле до отворених оружаних сукоба између литванских и руских трупа, а у децембру 1489. године, један број пограничних кнежева је прешао на страну великог кнеза Ивана III. Протести и међусобна размена посланстава нису дали резултате, а необјављени рат је настављен.
7. јуна 1492. године, умро је Казимир IV, краљ Пољске, велики војвода Литваније, Русије и Жемахитије. После њега, његов други син, Александар, изабран је на престо Великог војводства Литваније. Казимиров најстарији син, Јан I Олбрахт, постао је краљ Пољске. Неизбежна забуна повезана са променом великог војводе Литваније ослабила је велико војводство, што велики кнез Иван III није пропустио да искористи. У августу 1492. године, трупе су послате против Литваније. На њиховом челу стајао је кнез Фјодор Телепња Оболенски. Заузети су градови Мценск, Љубуцк, Мосаљск, Серпеиск, Хлепен, Рогачов, Одојев, Козељск, Пшемисл и Серенск. Више локалних кнежева прешло је на страну Москве, што је ојачало положај руских трупа. Тако брзи успеси трупа великог кнеза Ивана III приморали су новог великог кнеза Литваније Александра да започне мировне преговоре. Једно од средстава за решавање сукоба које су предложили Литванци била је женидба великог војводе Александра са Ивановом ћерком; Велики кнез Московски је са интересовањем прихватио овај предлог, али је захтевао да се прво реше сва спорна питања, што је довело до неуспеха преговора.
Крајем 1492. године, литванска војска са кнезом Семјоном Ивановичем Можајским ушла је у низ војних операција. Почетком 1493. године, Литванци су успели да накратко заузму градове Серпејск и Мезецк, али су током контранапада московских трупа одбијени; Поред тога, московска војска је успела да заузме Вјазму и низ других градова. У јуну-јулу 1493. године, велики војвода Литваније Александар послао је посланство са предлогом за закључење мира. Као резултат дуготрајних преговора, мировни споразум је коначно закључен 5. фебруара 1494. године. Према њему, већина земаља које су освојиле руске трупе била је део руске државе. Поред осталих градова, руска је постала и стратешки важна тврђава Вјазма, која се налази у близини Москве. Градови Љубуцк, Мезецк, Мценск и неки други враћени су великом војводи Александру Јагелону од Литваније. Такође је добијена сагласност московског суверена за брак његове ћерке кнегиње Јелене са великим војводом Александром.

### Савез са Кримским канатом
Дипломатски односи између Московске државе и Кримског каната остали су пријатељски током владавине великог кнеза Ивана III. Прва размена писама између земаља догодила се 1462. године, а 1472. године закључен је споразум о међусобном пријатељству. Године 1474. закључен је савезнички уговор између кана Менгли Гираја и великог кнеза Ивана III, који је, међутим, остао само на папиру, пошто кримски кан убрзо није имао времена за заједничку акцију: током рата са Османским царством, Крим је изгубио независност, а кан Менгли Гирај је заробљен и тек 1478. године поново је ступио на престо (сада као турски вазал). Међутим, 1480. године поново је закључен уговор о савезу између Москве и Крима, а уговор је директно именовао непријатеље против којих су стране требало да делују заједно: кана Велике Хорде Ахмета и великог војводе Литваније. Исте године, Татари су покренули поход на Подолију, што није дозволило краљу Казимиру IV да помогне кану Ахмету током „стајању на Угри“.
У марту 1482. године, због погоршања односа са Великим војводством Литванијом, московско посланство је поново послато кану Менгли Гирају. У јесен 1482. године, трупе Кримског каната извршиле су разорни препад на јужне земље Великог војводства Литваније. Између осталих градова, освојен је Кијев, а цела јужна Русија је опустошена. Од свог плена, кан Менгли је послао великом кнезу Ивану путир и дискос из кијевског храма Свете Софије, коју су Татари опљачкали. Разарање земаља озбиљно је утицало на борбену способност Великог војводства Литваније.
У наредним годинама, руско-кримски савез је показао своју ефикасност. Године 1485, руске трупе су покренуле кампању на земље Хорде на захтев Кримског каната, који је био нападнут од стране Хорде. Године 1491, због нових кримско-хордских сукоба, ови походи су поново поновљени. Руска подршка је одиграла важну улогу у победи кримских трупа над Великом Хордом. Литвански покушај да придобије Крим на своју страну 1492. године није успео: од 1492. године надаље, кан Менгли Гирај је започео годишње походе против земаља које су припадале Литванији и Пољској. Током Руско-литванског рата 1500-1503, Крим је остао савезник Русије. Године 1500, кан Менгли Гирај је два пута опустошио земље јужне Русије које су припадале Литванији, стигавши до Бреста. Дејства Велике Хорде, савезнице Литваније, поново су неутралисана дејствима и кримских и руских трупа. Године 1502, након што је коначно победио кана Велике Хорде, кримски кан Менгли је извршио нови препад, опустошивши део деснообаљске Украјине и Пољске. Међутим, након успешног завршетка рата за московску државу, примећено је погоршање односа. Прво, нестао је заједнички непријатељ, Велика Хорда, против које је руско-кримски савез био у великој мери усмерен. Друго, Русија је сада постајала директан сусед Кримског каната, што је значило да су се кримски напади сада могли вршити не само на литванској, већ и на руској територији. И коначно, треће, руско-кримски односи су се погоршали због Казањског проблема; Чињеница је да кан Менгли Гирај није одобрио затварање свргнутог казанског кана Абдул-Латифа у Вологди. Ипак, током владавине великог кнеза Ивана III, Кримски канат је остао савезник Московске државе, водећи заједничке ратове против заједничких непријатеља - Великог војводства Литваније и Велике Хорде, и тек након смрти великог кнеза Ивана III Татари су почели да врше сталне нападе на земље које су припадале руској држави.

### Односи са Казањским канатом
Односи са Казањским канатом остали су изузетно важан правац спољне политике Русије. Прве године владавине великог кнеза Ивана III остале су мирне. Након смрти активног кана Махмуда, на престо је ступио његов син Халил, а убрзо након Халилове смрти, 1467. године, наследио га је други Махмудов син, Ибрахим. Међутим, старији брат кана Махмуда, кан Касим, који је владао Касимовским канатом, који је био вазал Москве, још је био жив; Група завереника предвођена принцом Абдул-Мумином покушала је да га позове на казански престо. Ове намере су наишле на подршку великог кнеза Ивана III, и у септембру 1467. године, ратници Касимовског каната, заједно са московским трупама под командом кнеза Ивана Стриге-Оболенског, започели су офанзиву на Казањ. Међутим, кампања је била неуспешна: сусревши се са Ибрахимовом јаком војском, московске трупе се нису усудиле да пређу Волгу и повукле су се. Зими исте године, казанске трупе су извршиле поход на руске пограничне земље, опустошивши околину Галича Мерског. Као одговор, руске трупе су извршиле казнени упад на земље Черемиса које су биле део Казанског каната. Године 1468, гранични сукоби су се наставили; Велики успех за Казањски канат био је освајање главног града Вјатске земље - Хлинова.
Пролеће 1469. године обележио је нови поход московских трупа на Казањ. У мају су руске трупе започеле опсаду града. Ипак, активне акције казанског народа омогућиле су да се прво заустави напредовање две московске војске, а затим и да се једна по једна победи; Руске трупе су биле принуђене на повлачење. У августу 1469. године, добивши појачање, трупе великог кнеза започеле су нови поход на Казањ, али због погоршања односа са Литванијом и Хордом, велики кнез Иван III је пристао да склопи мир са каном Ибрахимом; Према његовим условима, Казањци су предали све претходно заробљене затворенике. Осам година након тога, односи између држава су остали мирни. Међутим, почетком 1478. године односи су поново постали затегнути. Разлог овог пута је била Казанска кампања против Хлинова. Руске трупе су кренуле на Казањ, али нису постигле никакве значајне резултате, а нови мировни уговор је закључен под истим условима као и 1469. године.
Године 1479, кан Ибрахим је умро. Нови владар Казања био је Илхам (Алегам), син кана Ибрахима, штићеник странке оријентисане ка Истоку (првенствено ка Ногајској Хорди). Кандидат проруске странке, други Ибрахимов син, десетогодишњи принц Мухамед-Емин, послат је у Московску кнежевину. То је дало Русији изговор да се меша у послове Казања. Велики кнез Иван III је 1482. године започео припреме за нови поход; Окупљена је војска, која је укључивала и артиљерију под вођством Аристотела Фиоравантија, али активно дипломатско противљење казанског народа и њихова спремност на уступке омогућили су очување мира. Године 1484, московска војска, приближавајући се Казању, допринела је свргавању кана Илхама. Штићеник промосковске странке, шеснаестогодишњи Мухамед-Емин, ступио је на престо. Крајем 1485. – почетком 1486. године, Илхам се поново попео на казански престо (такође не без подршке Москве), а убрзо су руске трупе предузеле још један поход на Казањ. Град се предао 9. јула 1487. године. Истакнуте личности антимосковске странке су погубљене, Мухамед-Емин је враћен на престо, а кан Илхам и његова породица су послати у изгнанство у Русију. Као резултат ове победе, велики кнез Иван III је узео титулу „кнеза Бугарске“; Утицај Русије на Казањски канат је значајно порастао.
Следеће заоштравање односа догодило се средином 1490-их. Међу казанским племством, незадовољним политиком кана Мухамеда-Емина, формирана је опозиција, коју су предводили принчеви Кел-Ахмет (Калимет), Урак, Садир и Агиш. Позвали су на престо сибирског принца Мамуку, који је са војском стигао у Казањ средином 1495. године. Кан Мухамед-Емин и његова породица су побегли у Русију. Међутим, после неког времена, кан Мамук је дошао у сукоб са неким од принчева који су га позвали. Док је кан Мамук био у кампањи, у граду се догодио пуч под вођством принца Кел-Ахмета. Абдул-Латиф, брат Мухамеда-Емина, који је живео у руској држави, позван је на престо и постао је следећи кан Казања. Покушај казанских емиграната предвођених кнезом Ураком 1499. године да на престо поставе Агалака, брата свргнутог кана Мамуке, био је неуспешан. Уз помоћ руских трупа, кан Абдул-Латиф је успео да одбије напад.
Године 1502, кан Абдул-Латиф, који је почео да води независну политику, уклоњен је уз учешће руског посланства и принца Кел-Ахмета. Мухамед Амин је поново уздигнут на Казански престо (по трећи пут). Али сада је почео да води много независнију политику усмерену на окончање зависности од Москве. Вођа проруске странке, принц Кел-Ахмет, је ухапшен; на власт су дошли противници утицаја руске државе. 24. јуна 1505. године, на дан вашара, у Казању се догодио погром; Руски поданици који су се налазили у граду су убијани или поробљени, а њихова имовина је опљачкана. Рат је почео. Међутим, 27. октобра 1505. године, велики кнез Иван III је умро, а на Ивановом наследнику, великом кнезу Василију III, остало је да је предводи рат.

### Северозападни правац: ратови са Ливонијом и Шведском
Анексија Новгорода померила је границе руске државе на северозапад, услед чега је Ливонија постала непосредни сусед у овом правцу. Континуирано погоршање односа између Пскова и Ливоније на крају је довело до отвореног сукоба – Руско-ливонског рата 1480-1481. године. У августу 1480. године, Ливонци су опсели Псков, мада безуспешно. У фебруару следеће године, 1481. године, иницијатива је прешла на руске трупе: великокнежевске снаге, послате у помоћ Пскову, извршиле су поход на Ливонске земље, који је крунисан бројним победама. Дана 1. септембра 1481. године, потписано је примирје на период од 10 година. Током наредних неколико година, односи са Ливонијом, посебно трговински, развијали су се прилично мирно. Ипак, велики кнез Ивана III предузео је низ мера за јачање одбрамбених структура северозапада земље. Најзначајнији догађај овог плана била је изградња камене тврђаве Ивангород на реци Нарви, насупрот Ливонске Нарве, 1492. године.
Поред Ливоније, још један ривал руске државе на северозападном правцу била је Шведска. Према Ореховецком уговору из 1323. године, Новгорођани су уступили Швеђанима низ територија; Сада је, по мишљењу великог кнеза Ивана III, дошло време да их врати. Руска држава је 8. новембра 1493. године закључила савезнички уговор са данским краљем Хансом (Јоханом), ривалом владара Шведске, краља Стена Стуреа. Отворени сукоб је избио 1495. године; У августу је руска војска започела опсаду Виборга. Међутим, ова опсада је била неуспешна, Виборг је издржао, а великокнежевске трупе су биле принуђене да се врате кући. Зими и пролећу 1496. године, руске трупе су извршиле низ упада на територију шведске Финске. У августу 1496. године, Швеђани су покренули контранапад: војска од 70 бродова отпловила је низ Нарву и искрцала се код Ивангорода. Намесник великог кнеза Ивана III Великог, кнез Јуриј Бабич, побегао је, а 26. августа Швеђани су јуришали на тврђаву и спалили је. Међутим, после неког времена, шведске трупе су напустиле Ивангород, а он је брзо обновљен, па чак и проширен. У марту 1497. године у Новгороду је закључено примирје на 6 година, чиме је окончан Руско-шведски рат.
У међувремену, односи са Ливонијом су се знатно погоршали. С обзиром на неизбежност новог руско-литванског рата, 1500. године је великом мајстору Ливонског реда, Плетенбергу, послато посланство од стране литванског великог војводе Александра са предлогом за савез. Сећајући се претходних покушаја Литваније да потчини Тевтонски ред, Плетенберг није одмах дао сагласност, већ тек 1501. године, када је питање рата са Русијом коначно одлучено. Споразумом потписаним у Вендену 21. јуна 1501. године завршена је формализација савеза.
Повод за почетак војних акција било је хапшење око 150 руских трговаца у Дорпату. У августу су обе стране послале значајне војне снаге једна против друге, а 27. августа 1501. године, руске и ливонске трупе су се сукобиле у бици на реци Серици (10 км од Изборска). Битка се завршила победом Ливонаца; Нису успели да заузму Изборск, али је 7. септембра пала псковска тврђава Остров. У октобру су трупе руске државе (у којима су биле и јединице татарских војника) извршиле одмаздни упад у Ливонију.
У кампањи 1502. године иницијатива је била на страни Ливонаца. Почело је инвазијом из Нарве; У марту је московски губернатор Иван Количев-Лобан умро близу Ивангорода; Ливонске трупе су напале у правцу Пскова, покушавајући да заузму Красни Городок. У септембру, Плетенбергове трупе су покренуле нови напад, поново опседајући Изборск и Псков. Опсаде су се завршиле неуспешно и Ливонци су били приморани да се повуку. У бици код језера Смолина успели су да одбију руске трупе које су их прогониле. Мировни преговори су одржани следеће године. Ливонски ред и руска држава су 2. априла 1503. године закључили шестогодишње примирје, обнављајући односе на основу статуса кво.

### Наставак „сакупљања земаља“ и „заузимања Твера“
Након анексије Новгорода, политика „сакупљања земаља“ је настављена. Истовремено, деловање великог кнеза Ивана III Васиљевича било је активније. Године 1481, након смрти Ивановог брата без деце, вологодског удеоног кнеза Андреја Мењшоја, целокупно његово наследство прешло је на великог кнеза Ивана III Великог Васиљевича. Дана 4. априла 1482. године, верејски кнез Михаил Андрејевич закључио је споразум са великим кнезом Иваном III, према којем ће након његове смрти Белоозеро прећи у руке великог кнеза Ивана III Рјуриковича, што је јасно кршило права Михаиловог наследника, његовог сина Василија. Након што је Василије Михаилович побегао у Литванију, 12. децембра 1483. године, кнез Михаило је закључио нови уговор са великим кнезом Иваном III, према којем би, након смрти верејског кнеза, целокупно наследство кнеза Михаила Андрејевича припало великом кнезу Ивану III Великом Рјуриковичу (кнез Михаило је умро 9. априла 1486. године). 4. јуна 1485. године, након смрти мајке великог кнеза Ивана III Васиљевича Рјуриковича, пвелике кнегиње Марије (у монаштву Марте), њено наследство, укључујући половину Ростова, постало је део поседа великог кнеза Ивана III Великог Васиљевича Рјуриковича.
Односи са Твером су постали озбиљан проблем. Смештена између Москве и Литваније, Велика кнежевина Твер је пролазило кроз тешка времена. Такође је обухватала удеоне кнежевине; Од 60-их година XV века почео је прелазак тверског племства у московску службу. Извори такође садрже помињање ширења разних јереси у Тверу. Бројни спорови око земље између Московљана - патримонијалних земљопоседника, који су поседовали земљу у Тверској кнежевини, и становника Твера нису побољшали односе. Године 1483, свађа се претворила у оружани сукоб. Формални разлог за то био је покушај тверског великог кнеза Михаила Борисовича да ојача своје везе са Литванијом путем династичког брака и савезничког уговора. Москва је на то одговорила прекидом односа и слањем трупа у тверске земље; Тверски велики кнез Михаило Борисович је признао свој пораз и у октобру-децембру 1484. године закључио је мировни споразум са великим кнезом Иваном III. Према његовим речима, велики кнез Михаило је себе препознао као „млађег брата“ великог кнеза Московског, што је у политичкој терминологији тог времена значило стварно претварање Твера у удеону кнежевину; Споразум о савезу са Литванијом је, наравно, био прекинут.
Године 1485, користећи заробљавање гласника великог кнеза Михаила Тверског упућеног литванском великом војводи Казимиру као изговор, Москва је поново прекинула односе са Тверском великом кнежевином и започела војну акцију. У септембру 1485. године, московске трупе су започеле опсаду Твера. Значајан део тверских бољара и удеоних кнежева прешао је у службу Москве, а велики кнез Михаило Борисович, запленивши благајну, побегао је у Литванију. 15. септембра 1485. године, велики кнез Иван III је, заједно са престолонаследником, кнезом Иваном Младим, ушао у Твер. Тверска велика кнежевина је пренета као наследство наследнику престола; Поред тога, овде је именован и московски губернатор.
Велики кнез Иван III је 1486. године закључио нове уговоре са својом браћом, удеоним кнежевима Борисом и Андрејем. Поред тога што су признавали великог кнеза као „најстаријег“ брата, нови уговори су га такође признавали као „господара“ и користили титулу „велики кнез све Русије“. Међутим, положај браће великог кнеза остао је изузетно несигуран. Године 1488, кнез Андреј је обавештен да је велики кнез Иван III Велики спреман да га ухапси. Покушај објашњења довео је до тога да се велики кнез Иван III заклео „Богом и земљом и Богом моћним, творцем свег створења“ да нема намеру да прогони свог брата. Како примећују Р. Г. Скрињиков и А. А. Зимин, облик ове заклетве био је прилично необичан за православног суверена.
Године 1491, однос између великог кнеза Ивана III Васиљевича и кнеза Андреја Бољшогa је доживео кулминацију. 20. септембра углички кнез Андреј Васиљевич је ухапшен и бачен у затвор; Његова деца, кнежеви Иван и Дмитриј, такође су завршили у затвору. Две године касније, кнез Андреј Васиљевич Бољшој је умро, а четири године касније, велики кнез Иван III Рјурикович, окупивши највише свештенство, јавно се покајао што га је „својим грехом, непажњом, убио“. Међутим, Иваново покајање није ништа променило у судбини Андрејеве деце: братанци великог кнеза Ивана III Великог Васиљевича су остатак живота провели у заточеништву.
Приликом хапшења кнеза Андреја Бољшоја, под сумњом је био и други брат великог кнеза Ивана III Великог Рјуриковича, Борис, кнез Волоцког. Међутим, успео је да се оправда пред великим кнезом Иваном III Васиљевичем Рјуриковичем и остане слободан. Након његове смрти 1494. године, кнежевина је подељена између Борисове деце: кнез Иван Борисович је добио Рузу, а кнез Фјодор Волоколамск; Године 1503, кнез Иван Борисович је умро без деце, оставивши своје поседе великом кнезу Ивану III.
Озбиљна борба између присталица независности и присталица Москве одвијала се почетком 1480-их у Вјатки, која је задржала значајну аутономију. У почетку је успех пратио антимосковску странку; Године 1485, народ Вјатке је одбио да учествује у кампањи против Казања. Казнена кампања московских трупа није била успешна; штавише, московски губернатор је протеран из Вјатке; Најистакнутији присталице великокнежевске власти били су приморани да беже. Тек 1489. године московске трупе под командом Данила Шчење постигле су капитулацију града и коначно припојиле Вјатку руској држави.
Рјазањска кнежевина је такође практично изгубила своју независност. Након смрти великог кнеза Василија 1483. године, његов син, велики кнез Иван Васиљевич, ступио је на Рјазански престо. Други Василијев син, кнез Фјодор, добио је Перевицк (умро је без деце 1503. године, оставивши поседе великом кнезу Ивану III). Фактички владар кнежевине постала је Василијева удовица, велика кнегиња Ана, сестра великог кнеза Ивана III. Године 1500. умро је рјазански велики кнез Иван Васиљевич; Старатељ младог великог кнеза Ивана Ивановича била је прво његова бака велика кнегиња Ана, а након њене смрти 1501. године, његова мајка велика кнегиња Аграфена. Године 1520, заробљавањем рјазањског великог кнеза Ивана Ивановича од стране Московљана, Рјазањска кнежевина је ефикасно коначно трансформисана у удеону кнежевину унутар руске државе.
Односи са Псковском републиком, која је на крају владавине великог кнеза Ивана III остала практично једина руска кнежевина независна од Москве, такође су се одвијали у складу са постепеним ограничавањем државности. Тако Псковљани губе последње могућности да утичу на избор кнежева и великокнежевских гувернера. У периоду 1483-1486. године, у граду је дошло до сукоба између, с једне стране, псковских градоначелника и „црног народа“, и, с друге стране, намесника великог кнеза Ивана III, кнеза Јарослава Оболенског, и сељака („смердова“). У овом сукобу, велики кнез Иван III је подржао свог гувернера; На крају, псковска елита је капитулирала, испуњавајући захтеве великог кнеза Ивана III Великог.
Следећи сукоб између великог кнеза Ивана III Васиљевича и Пскова распламсао се почетком 1499. године. Чињеница је да је велики кнез Иван III одлучио да свом сину, Василију Ивановичу, додели Новгородску и Псковску кнежевину. Псковљани су одлуку великог кнеза Ивана III Рјуриковича сматрали кршењем „старих обичаја“; Покушаји градоначелника да промене ситуацију током преговора у Москви довели су само до њиховог хапшења. Тек до септембра те године, након што је велики кнез Иван III обећао да ће поштовати „старе обичаје“, сукоб је решен.
Међутим, упркос овим неслагањима, Псков је остао лојалан савезник Москве. Псковска помоћ је одиграла важну улогу у кампањи против Новгорода 1477-1478. године; Псковљани су дали значајан допринос победама руских трупа над снагама Великог војводства Литваније. Заузврат, московски пукови су активно учествовали у одбијању напада Ливонаца и Швеђана.

### Походи на Перм, Вјатку и Југру
Док је развијала Северно Поморје, Московска кнежевина се, с једне стране, суочила са отпором Новгорода, који је ове земље сматрао својима, а с друге стране, суочила се са могућношћу да почне напредовање на север и североисток, преко Уралских планина, до реке Об, у чијем се доњем току налазила Југра, већ позната Новгорођанима. Године 1465, по наређењу великог кнеза Ивана III, становници Устјуга су предузели поход на Југру под вођством војводе Тимофеја (Василија) Скрјабе, војводе великог кнеза Ивана III Рјуриковича. Кампања је била прилично успешна: пошто је покорила неколико мање важних југарских кнежева, војска се вратила као победничка. Године 1467, Вјатка и Коми-Пермјаци су спровели неуспешан поход против независних Вогула (Мансија).
Након два војна похода московске војске против Вјатке 1457. и 1459. године, власт над Вјатком је формално прешла на Москву, али уз очување локалне самоуправе. Вјатчани су учествовали у војним походима Московске кнежевине против Новгорода и Казања.
Почетком осамдесетих, власт у Вјатској земљи прешла је у руке сепаратиста које је предводио Јоан Аникијев. За време владавине кана Ибрахима, казански гувернер је седео у Хлинову, главном граду Вјатке. Хлиновљеве трупе су изводиле кампање против земаља под контролом Московске кнежевине. Године 1489, као резултат још једне кампање, московска војска коју је предводио Даниил Шчења успела је да заузме Хлинов. Локално племство је пресељено у Московску област, а у граду је именован московски гувернер. Вјатска земља је коначно укључена у састав Московске државе.
Добивши део Двинске земље према споразуму из 1471. године са Новгородом (при чему су Заволочје, Печора и Југра и даље сматрани новгородским), Московска кнежевина је наставила своје напредовање на север. Године 1472, користећи увреде нанете московским трговцима као изговор, велики кнез Иван III је послао кнеза Фјодора Пјостроја са војском у недавно крштени Велики Перм, који је потчинио регион Московској кнежевини. Номинални владар региона остао је кнез Михаило Пермски, али стварни владари земље, и духовно и грађански, били су пермски епископи. Године 1505. номинална моћ пермског кнеза је ликвидирана и пермска земља је коначно постала део руске државе.
Године 1481, Перм Велики је морао да се брани од Вогула, које је предводио кнез Асика. Уз помоћ Устјужана, Перм је успео да се одупре нападу, и већ 1483. године покренута је кампања против побуњених Вогула. Експедиција је организована у великим размерама: под командом великокнежевских гувернера кнеза Фјодора Курбског Црног и Ивана Салтика-Травина, снаге су прикупљене из свих северних округа земље. Кампања је била успешна и као резултат тога, кнежеви огромног региона насељеног углавном Татарима, Вогулима (Мансима) и Остјацима (Хантима) потчинили су се власти московске државе.
Следећа, највећа кампања руских трупа против Југре предузета је 1499-1500. године. Према архивским подацима, у овој експедицији је учествовало укупно 4.041 људи, подељених у три одреда. Њима су командовали московски гувернери: кнез Семјон Курбски (командујући једним од одреда, био је и на челу целе кампање), кнез Петар Ушати и Василиј Гаврилов Бражник. Током ове кампање, освојена су разна локална племена, а сливови Печора и горњег Вичегде постали су део Московске државе. Занимљиво је да је информацију о овој кампањи, коју је С. Херберштајн добио од кнеза Семјона Курбског, он укључио у своје „Белешке о Московији“. На земље покорене током ових експедиција наметнут је порез на крзно.

### Рат са Великим војводством Литванијом 1500-1503. године
Упркос решавању граничних спорова који су довели до необјављеног рата 1487–1494. године, односи са Литванијом су остали напети. Граница између држава је и даље остала веома нејасна, што је дугорочно било преплављено новим заоштравањем односа. Поред традиционалних граничних спорова, додао се и верски проблем. У мају 1499. године, Москва је добила информације од гувернера Вјазме о угњетавању православаца у Смоленску. Поред тога, велики кнез Иван III је сазнао за покушај наметања католичке вере његовој ћерки Jелени, жени великог војводе Литваније Александра. Све то није допринело очувању мира између држава.
Јачање међународног положаја Велике кнежевине Московске 1480-их година довело је до тога да су кнежеви спорних Горњих кнежевина почели масовно да прелазе у службу московског великог кнеза Ивана III Великог. Покушај Великог војводства Литваније да то спречи завршио се неуспехом и као резултат Руско-литванског рата 1487-1494. године, већина Горњих кнежевина је завршила у саставу руске државе.
Крајем 1499 – почетком 1500. године, кнез Семјон Белски се са својим поседима прикључио руској држави. Кнез Семјон Иванович је као разлог свог „одласка“ навео губитак милости и „наклоности“ великог војводе, као и жељу великог војводе Литваније Александра да га пребаци на „римско право“, што се није дешавало под претходним великим војводама. Велики војвода Александар је послао амбасадоре у Москву са протестом, категорично одбацујући оптужбе за подстицање на преобраћење у католичанство и називајући кнеза Белског „здрацом“, односно издајником. Према неким историчарима, прави разлог за прелазак кнеза Семјона Ивановича у руску службу био је верски прогон, док је, према другима, велики кнез Иван III користио верски фактор само као изговор.
Убрзо су градови Серпејск и Мценск прешли на страну Москве. У априлу 1500. године, кнежеви Семјон Иванович Стародубски и Василиј Иванович Шемјачич Новгород-Северски ступили су у службу великог кнеза Ивана III, а у Литванију је послато посланство да објави рат. Борбе су избиле дуж целе границе. Као резултат првог напада руских трупа, Брјанск је заузет, градови Радогош, Гомељ, Новгород-Северски су се предали, а Дорогобуж је пао; Кнежеви Трубецкој и Мосалски су ступили у службу великог кнеза Ивана III. Главни напори руских трупа били су концентрисани на смоленском правцу, где је литвански велики војвода Александар послао војску под командом великог хетмана Литваније Константина Острошког. Примивши вест да руске трупе стоје на реци Ведроши, хетман се упутио тамо. 14. јула 1500. године, током битке код Ведроше, литванске трупе су претрпеле тежак пораз; Више од 8.000 литванских војника је погинуло; Хетман Острожски је заробљен. 6. августа 1500. године Путивљ је пао под нападом руских трупа; 9. августа, псковске трупе савезнице великог кнеза Ивана III заузеле су Торопец. Пораз код Ведроше задао је осетљив ударац Великом војводству Литванији. Ситуацију су погоршали напади кримског кана Менгли Гираја, који је био савезник Москве.
Кампања из 1501. године није донела одлучујући успех ниједној страни. Борбе између руских и литванских трупа биле су ограничене на мање окршаје; У јесен 1501. године, руске трупе су победиле литванску војску у бици код Мстиславља, али нису успеле да заузму сам Мстислављ. Велики успех литванске дипломатије била је неутрализација кримске претње уз помоћ Велике Хорде. Још један фактор који је деловао против руске државе било је озбиљно погоршање односа са Ливонијом, што је довело до општег рата у августу 1501. године. Поред тога, након смрти краља Јана Олбрахта (17. јуна 1501. године), његов млађи брат, велики војвода Литваније Александар, такође је постао краљ Пољске.
У пролеће 1502. године, није било војних операција. Ситуација се променила у јуну, након што је кримски кан Менгли коначно успео да победи кана Велике Хорде, Ших-Ахмеда, што му је омогућило да изврши нови разорни препад у августу. Удариле су и руске трупе: 14. јула 1502. године војска под командом кнеза Дмитрија Жилке, сина великог кнеза Ивана III, кренула је ка Смоленску. Међутим, низ погрешних прорачуна током опсаде (недостатак артиљерије и ниска дисциплина окупљене војске), као и тврдоглава одбрана бранилаца, нису дозволили да се град заузме. Поред тога, литвански велики војвода Александар је успео да формира плаћеничку војску, која је такође кренула у правцу Смоленска. Као резултат тога, 23. октобра 1502. године, руска војска је прекинула опсаду Смоленска и повукла се.
Почетком 1503. године почели су мировни преговори између држава. Међутим, и литвански и руски амбасадор су изнели очигледно неприхватљиве мировне услове; Као резултат компромиса, одлучено је да се не потпише мировни споразум, већ примирје у трајању од 6 година. Према њему, 19 градова са волостима, који су пре рата чинили око трећину земаља Великог војводства Литваније, остали су у поседу руске државе (формално, за време трајања примирја), посебно: Чернигов, Новгород-Северски, Стародуб, Гомељ, Брјанск, Торопец, Мценск, Дорогобуж. Примирје, познато као Благовештење (по празнику Благовести), потписано је 25. марта 1503. године.

## Домаћа политика
Карактер московске владе се значајно променио под влашћу великог кнеза Ивана III, попримивши нови аутократски облик. То је била природна последица хегемоније Москве над осталим Владимир-Суздаљским земљама, али и нових империјалних претензија. После пада Цариграда, православни канонисти су били склони да сматрају московске велике кнезове, где се православни кијевски митрополит после монголских најезди преселио 1325. године, наследницима византијских царева. Чинило се да је и сам велики кнез Иван III поздравио ту идеју и почео је да се назива царем у страној преписци. Британски историчар Џ. Л. И. Фенел истиче Иванов успех у централизацији контроле над локалним владарима; он, међутим, додаје да је његова владавина била и „период културне депресије и духовне бесплодности. Слобода је угушена у московским земљама. Својим антикатолицизмом велики кнез Иван III је срушио завесу између Москове и запада. Ради територијалног увећања, лишио је своју земљу плодова западног учења и цивилизације.“
Иванов син са великом кнегињом Маријом Тверском, кнез Иван Млади, умире 1490. године, остављајући из брака са кнегињом Јеленом Молдавском једино дете, кнеза Димитрија Унука. Кнеза Димитрија је његов деда прогласио за наследника 15. фебруара 1498. године, али је касније велики кнез Иван III поништио своју одлуку у корист Софијиног старијег сина Василија, који је на крају био крунисан као савладар са својим оцем (14. априла 1502. године). Одлуку је диктирала криза повезана са сектом Скараје Јеврејина, као и царски престиж Софијиних потомака. Кнез Димитрије Унук је стављен у тамницу, где је и умро, неожењен и без деце, 1509. године, већ под влашћу свог стрица.
У време владавине великог кнеза Ивана III нови московски Судебник, или законик, саставио је писар Владимир Гусев. Велики кнез Иван се потрудио да његова престоница буде достојан наследник Цариграда, и са тим циљем је позвао многе стране мајсторе и занатлије да се населе у Москву. Најпознатији од њих био је Италијан Ридолфо ди Фјораванте, прозван „Аристотел“ због свог изузетног знања, који је саградио неколико цркава и палата у Кремљу, а такође је надгледао изградњу зидина Кремља.

### Интеграција новоанектираних земаља
Након анексије Јарославске кнежевине 1471. године, на њеној територији је почело прилично строго уједињење са општим московским поретком. Специјално именовани изасланик великог кнеза Ивана III „регрутовао“ је јарославске кнежеве и бољаре у службу Москви, одузимајући им део земље. У једној од критички настројених хроника тог времена, ови догађаји су описани на следећи начин: „Ко је имао добро село, он га је одузео, а ко је имао добро село, он га је одузео и записао на име великог кнеза, а ко је био добар бољарин или бољарин син, он је и сам био записан“. Слични процеси су се одвијали у Ростову, који је дошао под контролу Москве. И овде је постојао процес привлачења локалне елите (и кнежева и бојара) у службу великог кнеза Ивана III Великог, при чему су ростовски кнежеви задржали у својим рукама знатно мање поседе од јарославских кнежева. И велики кнез Иван III Васиљевич и московско племство стекли су бројне поседе.
Анексија Тверске кнежевине 1485. године и њена интеграција у руску државу одвијали су се прилично глатко. Ефективно је трансформисана у једну од удеоних кнежевина; Иван Иванович Млади је постављен за „великог кнеза Тверског“. Под кнезом Иваном је остављен московски гувернер Василиј Образец-Добрински. Твер је задржао многе атрибуте независности: кнежевским земљама је управљао посебан Тверски дворац; иако су неки тверски бољари и кнежеви премештени у Москву, нови тверски велики кнез је управљао кнежевином уз помоћ тверске бољарске думе; Удеони кнежеви који су подржавали великог кнеза Ивана III чак су добили и нове поседе (међутим, не задуго; убрзо су им поново одузети). Године 1490, након смрти великог кнеза Ивана Ивановича Младог, Твер је на одређено време прешао у руке кнеза Василија, а 1497. године, му је одузет. До почетка XVI века, тверски двор се коначно спојио са московским двором, а неки тверски бољари су се преселили у Московску думу.
Интеграција Белозерског кнежества у националну структуру је такође интересантна. Након што је прешла под власт Москве 1486. године, Белозерска повеља је објављена у марту 1488. године. Између осталог, она је утврђивала стандарде исхране за владине чиновнике и регулисала судске поступке.
Промене које су задесиле Новгородску земљу биле су најдубље природе. Разлике између друштвеног система новгородске државе и московског поретка биле су много дубље него у другим новоанектираним земљама. Основа вечешког поретка била је богатство новгородске бојарско-трговачке аристократије, која је поседовала огромна имања; Новгородска црква је такође имала простране поседе. Током преговора о предаји града великом кнезу Ивану III Рјуриковичу, московска страна је дала низ гаранција, посебно је обећала да неће иселити Новгорођане „у Низ“ (ван Новгородске земље, на саму московску територију) и да неће конфисковати имовину.
Хапшења су извршена одмах након пада града. Непомирљива противница московске државе, кнегиња Марфа Борецкаја, стављена је у притвор, а огромна имања породице Борецки прешла су у руке благајне; Слична судбина задесила је и низ других вођа пролитванске странке. Поред тога, конфискован је и низ земаља које су припадале новгородској цркви. У наредним годинама хапшења су се наставила: тако је у јануару 1480. године архиепископ Теофил притворен; Године 1481, бојари Василије Казимир, његов брат Јаков Коробов, Михаил Берденев и Лука Федоров, који су недавно били примљени у службу суверена, пали су у немилост. Године 1483-1484. уследио је нови талас хапшења бојара под оптужбама за издају; 1486. године, педесет породица је исељено из града. И коначно, 1487. године, донета је одлука да се из града иселе целокупна земљопоседничка и трговачка аристократија и да се њихова имања конфискују. Зими 1487-1488. године из града је исељено око 7.000 људи - бојара и „становника“. Следеће године, више од хиљаду трговаца и „становника“ је исељено из Новгорода. Њихова имања су конфискована од стране благајне, одакле су нека расподељена као имања московској бољарској деци, нека су пренета у власништво московских бољара, а нека су постала власништво великог кнеза Ивана III Великог Васиљевича. Тако су место племенитих новгородских патримонијалних земљопоседника заузели московски досељеници, који су поседовали земљу на основу локалног система; Обичан народ није био погођен миграцијом племства. Истовремено са конфискацијом имања, спроведен је и попис земљишта, којим су сумирани резултати аграрне реформе. Године 1489, део становништва Хлинова (Вјатке) је депортован на исти начин.
Ликвидација доминације старе земљопоседничке и трговачке аристократије Новгорода одвијала се истовремено са сломом старе државне администрације. Власт је прешла у руке гувернера које је именовао велики кнез Иван III Велики Рјурикович и који су били задужени и за војне и за судско-административне послове. Новгородски архиепископ је такође изгубио значајан део своје моћи. Након смрти архиепископа Теофила 1483. године (ухапшен 1480. године), тројицки монах Сергије постао је нови архиепископ, одмах окрећући локално свештенство против себе. Године 1484. заменио га је архимандрит Чудовског манастира, Генадиј Гонзов, присталица великокнежевске политике, постављен из Москве. У будућности, архиепископ Генадије је постао једна од централних личности у борби против јереси „јудаиста“.

### Увод у Законик
Уједињење раније фрагментираних руских земаља у јединствену државу захтевало је, поред политичког јединства, и стварање јединственог правног система. У септембру 1497. године, ступио је на снагу Судебник, јединствени законодавни кодекс.
Не постоје прецизни подаци о томе ко је могао да састави Законик. Дугогодишње мишљење да је његов аутор Владимир Гусев (које датира још од Карамзина) у савременој историографији се види као последица погрешног тумачења корумпираног летописног текста. Према речима Ја. С. Лурје и Л. В. Черепнин, овде имамо посла са мешавином две различите вести у тексту - о увођењу Законика и о погубљењу Гусева.
Као извори правних норми одражених у Законику који нам је познат, обично се наводе следећи споменици древног руског законодавства:
- Руска правда;
- Чартери (Двинскаја и Белозерска);
- Псковска судска повеља;
- Низ декрета и наредби московских кнежева.

Истовремено, део текста Законика чине одредбе које немају аналогије у претходном законодавству.
Спектар питања која се одражавају у овом првом општем законодавном акту после дуго времена је веома широк: то укључује успостављање јединствених норми судског поступка за целу земљу, и норми кривичног права, и успостављање грађанског права. Један од најважнијих чланова Законика био је члан 57, „О хришћанском одбијању“, којим је уведен јединствени рок за целу руску државу за прелазак сељака са једног земљопоседника на другог — недељу дана пре и недељу дана после Ђурђевдана (јесен) (26. новембра). Више чланака се дотакло питања власништва над земљиштем. Значајан део текста споменика заузимали су чланци о правном статусу кметова.
Стварање сверуског законика 1497. године постало је важан догађај у историји руског законодавства. Такав јединствени кодекс није постојао чак ни у неким европским земљама (посебно у Енглеској и Француској). Превод бројних чланака је укључио С. Херберштајн у своје дело „Белешке о Московији“. Објављивање Законика била је важна мера за јачање политичког јединства земље кроз уједињење законодавства.

## Културна и идеолошка политика
Политичко уједињење земље пратио је њен културни развој. Током владавине великог кнеза Ивана III почела је изградња великих тврђава, подизане су нове цркве и цветало је писање летописа. Истовремено, важна чињеница која сведочи о интензитету културног живота јесте појава нових идеја. Управо у то време појавили су се концепти који ће касније постати значајан део државне идеологије Русије.

### Архитектура
Руска архитектура је направила велики корак напред у време владавине великог кнеза Ивана III; Значајну улогу у томе одиграла је чињеница да је, на позив великог кнеза Ивана III Великог, у земљу стигао низ италијанских мајстора, који су Русију упознали са архитектонским техникама брзо развијајуће ренесансе. Већ 1462. године почела је изградња у Кремљу: започете су поправке зидова којима је била потребна поправка. Након тога, велика градња у великој кнежевској резиденцији је настављена: 1472. године, по наређењу великог кнеза Ивана III, одлучено је да се изгради нова Успенска црква на месту трошне цркве изграђене 1326-1327. године у време владавине великог кнеза Ивана I Калите. Изградња је поверена московским мајсторима; Међутим, када су радови били пред завршетком, црква се срушила. Године 1475, Аристотел Фиораванти је позван у Русију и одмах се бацио на посао. Остаци зидина су срушени и на њиховом месту је изграђен храм, који је неизбежно изазивао дивљење савременика. 12. августа 1479. године, нову катедралу је освештао митрополит Геронтије. Почев од 1485. године, велики кнез Иван III Велики је осмислио и извео највећу грађевину свог времена, зидине и куле садашњег Московског Кремља, који је до данас остао симбол руске државе. Уместо старих дрвених и белог камена, изграђена су велика утврђења од печене црвене цигле. Аутор пројекта Московског Кремља сматра се изузетним италијанским архитектом Аристотелом Фиоравантијем; До 1515. године, италијански архитекти Пјетро Антонио Солари, Марк Фрјазин и бројни други претворили су Кремљ у једну од најмоћнијих тврђава тог времена.
Након пожара 1488. године, постало је могуће проширити просторије палате и изградња је почела унутар зидина: 1489. године, псковски мајстори су изградили Благовештенски сабор. Године 1490, Преображењски манастир је премештен на нову локацију иза Јаузе, у Васиљевски стан, а на месту манастира изграђена је нова великокнежевска палата, чији је један део била Гранитна палата, коју су изградили италијански архитекте 1491. године. Укупно, према хроникама, у престоници је између 1479. и 1505. године изграђено око 25 цркава.
Велика градња (првенствено у одбрамбене сврхе) спроведена је и у другим деловима земље: на пример, 1490-1500. године је обновљен Новгородски кремљ; Године 1492, на граници са Ливонијом, насупрот Нарве, изграђена је тврђава Ивангород. Обновљена су и утврђења Пскова, Старе Ладоге, Јама, Орехова и Нижњег Новгорода (од 1500. године); Године 1485. и 1492. изведени су велики радови на јачању Владимира. По наређењу великог кнеза Ивана III Васиљевича, тврђаве су изграђене и на периферији земље: у Белоозеру (1486. године), у Великим Лукама (1493. године).

### Књижевност
Владавина великог кнеза Ивана III била је и време појаве бројних оригиналних књижевних дела; Тако је, посебно, 1470-их година тверски трговац Афанасије Никитин написао своје „Путовање преко три мора“. Занимљив споменик тог доба је „Прича о Дракули“, коју је саставио Фјодор Курицин на основу легенди које је чуо током свог боравка у Влашкој, а која говори о влашком владару војводи Владу III Цепешу, који је постао познат по својој окрутности.
Значајан подстицај развоју религиозне књижевности дала је борба против „јереси јудаиста“; Такође, дела овог доба одражавала су спорове око црквеног богатства. У бројним својим делима, Јосиф Волоцки се појављује као ватрени осуђивач „јереси“; Овo осуђивање добија свој најпотпунији облик у „Просветитељу“ (прво издање, међутим, није састављено пре 1502. године).
Писање хроника је доживело свој врхунац у овом периоду; На великокнежевском двору интензивно су састављане и ревидиране збирке хроника. Међутим, истовремено, управо у том периоду, као резултат уједињења земље, потпуно је нестало самостално хроничарско писање, које је било карактеристична одлика претходне епохе. Почев од 1490-их, хронике настале у руским градовима - Новгороду, Пскову, Вологди, Тверу, Ростову, Устјугу и низу других места - представљају или модификовани великокнежевски законик или хронику локалне природе, не претендујући на сверуски значај. Црквене (посебно, митрополитске) хронике из овог периода се такође спајају са хроникама великог кнеза. Истовремено, летописне вести су активно уређиване и прерађиване како у интересу великокнежевске политике, тако и у интересу одређених група које су уживале највећи утицај у време писања збирке (пре свега, то је било повезано са династичком борбом између странке кнеза Василија Ивановича и кнеза Дмитрија Унука).

### Идеологија власти, титула и грб
Најзначајнијим отелотворењима новонастале идеологије уједињене земље у историјској литератури сматрају се нови грб - двоглави орао - и нова титула великог кнеза. Поред тога, напомиње се да су управо у време владавине великог кнеза Ивана III рођене идеје које ће касније чинити званичну идеологију руске државе.
Промене у положају великог кнеза московског, који се од владара једне од руских кнежевина трансформисао у владара огромне државе, нису могле а да не доведу до промена у титули. Као и његови претходници, велики кнез Иван III је користио (на пример, у јуну 1485. године) титулу „велики кнез све Русије“, што је потенцијално значило и потраживања на земље под влашћу великог војводе Литваније (који се, између осталог, титулисао и „велики кнез Русије“). Године 1494, литвански велики војвода изразио је спремност да призна ову титулу. Пуна титула великог кнеза Ивана III такође је укључивала имена земаља које су постале део Русије; сада је звучало као „суверен целе Русије и велики кнез Владимира, и Москве, и Новгорода, и Пскова, и Твера, и Перма, и Југорска, и Бугарске, и других“. Још једна иновација у систему титула била је појава титуле „аутократора“, која је била настала као препис византијске титуле „аутократора“ (грчки: αυτοκράτορ). У време владавине великог кнеза Ивана III такође се први пут јављају случајеви када је велики кнез Иван III Рјурикович користио титулу „цар“ (или „цезар“) у дипломатској преписци – до сада само у односима са Кримом (повеље из 1484. и 1487. године), немачким владарима (повеља из 1498. године градоначелнику Либека) и Ливонским редом; царска титула почиње да се широко користи у књижевним делима. Ова чињеница је изузетно индикативна: од почетка монголско-татарског јарма, кан Хорде се називао „цар“; Ова титула готово никада није примењивана на руске кнежеве који нису имали државну независност. Трансформација земље од вазала Хорде у моћну независну државу није прошла незапажено у иностранству: 1489. године, амбасадор цара Светог римског царства, Николај Попел, у име свог господара, понудио је великом кнезу Ивану III краљевску титулу. Велики кнез Иван III Велики Васиљевич је одбио, истичући да смо „милошћу Божјом били суверени на нашој земљи од почетка, од наших првих предака, и били смо рукоположени од Бога, баш као што су били наши преци, тако смо и ми... и нисмо желели рукоположение ни од кога раније, а не желимо га ни сада“.
Појава двоглавог орла као државног симбола руске државе крајем XV века такође је симболизовала усвајање царске титуле. Тако је двоглави крунисани орао приказан на великом печату (са натписом „Иван, милошћу Божјом, владар целе Русије“), приложеном једној од повеља које је 1497. године издао велики кнез Иван III. Нешто раније, сличан симбол се појавио на новчићима Тверске кнежевине (чак и пре њеног припајања Москви); Више новчића из Новгорода, кованих у време владавине великог кнеза Ивана III Великог Рјуриковича, такође носи овај знак. У историјској литератури постоје различита мишљења о пореклу двоглавог орла: тако, најтрадиционалнији поглед на његов изглед као државног симбола јесте да је орао позајмљен из Византије, а са собом га је донела братаница последњег византијског цара и супруга великог кнеза Ивана III, велика кнегиња Софија Палеолог; Ово мишљење сеже до Карамзина. Како је примећено у савременим студијама, поред очигледних предности, ова верзија има и своје недостатке: посебно, велика кнегиња Софија је потицала из Морејске деспотовине, аутономне државе у оквиру Византијског царства; орао се појавио у државној пракси скоро две деценије након брака великог кнеза Ивана III Васиљевича Рјуриковича са византијском принцезом; и, коначно, нема података о било каквим претензијама великог кнеза Ивана III на византијски престо. Као модификација византијске теорије о пореклу орла, јужнословенска теорија је стекла извесну популарност, повезану са значајном употребом двоглавих орлова на периферији византијског света. Међутим, трагови такве интеракције још увек нису пронађени, а сам изглед двоглавог орла великог кнеза Ивана III разликује се од његових наводних јужнословенских прототипова. Друга теорија о пореклу орла је мишљење да је орао позајмљен из Светог римског царства, које је користило овај симбол од 1442. године - у овом случају, амблем симболизује једнакост рангова цара Светог римског царства и великог кнеза Московског. Такође се напомиње да је један од симбола приказаних на новчићима Новгородске републике био једноглави орао; У овој верзији, појава двоглавог орла на печату великог кнеза Ивана III Великог Васиљевича Рјуриковича изгледа као развој локалних традиција. Тренутно не постоји јасно мишљење о томе која теорија тачније описује стварност.
Поред усвајања нових титула и симбола, током владавине великог кнеза Ивана III појавиле су се идеје које су формирале идеологију државне власти. Идеја о наслеђивању великокнежевске власти од византијских царева први пут се појавила 1492. године, у делу митрополита Зосима, „Излагање Пасхалије“. Према аутору овог дела, Бог је поставио великог кнеза Ивана III, као и „новог цара Константина, новом граду Константиновом, Москви и целој руској земљи и многим другим земљама за суверена“. Мало касније, такво поређење ће наћи кохерентност у концепту „Москва – Трећи Рим“, који је коначно формулисао монах Псковског Јелизаровског манастира, Филотеј, већ за време владавине великог кнеза Василија III. Још једна идеја која је идеолошки оправдавала великокнежевску власт била је легенда о регалијама Мономаха и пореклу руских кнежева од римског цара Октавијана Августа. Огледа се у „Посланици о Мономаховој круни“ Спиридона-Сатане и у нешто каснијој „Причи о владимирским кнежевима“, постаће важан елемент државне идеологије у време владавине великог кнеза Василија III и цара Ивана IV. Занимљиво је да, како истраживачи примећују, оригинални текст легенде као потомке Августа наводи не московске, већ тверске велике кнежеве.
Међутим, такве идеје нису добиле широку распрострањеност током владавине великог кнеза Ивана III; На пример, значајно је да новоизграђена Успенска црква није упоређивана са цариградском Светом Софијом, већ са Владимирском Успенском црквом; Идеја о пореклу московских кнежева од Октавијана Августа до средине XVI века огледа се само у нехроничким изворима. Генерално, иако је време владавине великог кнеза Ивана III период рађања значајног дела државне идеологије XVI века, не може се говорити о било каквој државној подршци овим идејама. Хронике овог времена су сиромашне идеолошким садржајем; не постоји јединствени идеолошки концепт који се може пратити у њима; Појава таквих идеја је ствар за касније доба.

## Црквена политика
Изузетно важан део унутрашње политике великог кнеза Ивана III био је његов однос са црквом. Црквене ствари је схватао веома озбиљно, што потврђује и чињеница да је, када су 1478. године, 74 године након њене смрти, откривени нетлени остаци велике кнегиње Марије Александровне, лично наредио да се обуку у нове одежде.
Главни догађаји који карактеришу црквене послове током његове владавине могу се назвати, прво, појавом две црквено-политичке струје које су имале различите ставове према пракси црквеног живота која је постојала у то време, и, друго, појавом, развојем и поразом такозване „јереси јудаиста“. Истовремено, на унутрашњу црквену борбу су више пута утицале и сукоби унутар великокнежевске породице и спољни фактори. Поред тога, Флорентинска унија која се догодила 1439. године и покушаји Католичке цркве да присили Православну цркву да јој призна првенство унели су извесну сложеност у црквене послове.

### Први сукоби
Велики кнез Иван III је први пут дошао у сукоб са црквеним властима 1478. године, када је игуман Кирило-Белозерског манастира, Нифонт, одлучио да пређе из надлежности ростовског епископа Васијана и директно се потчини удеоном кнезу Михаилу Верејском. Истовремено, митрополит Геронтије је подржао игумана Нифонта, а велики кнез Иван III Велики епископа Васијана; Под притиском, митрополит Геронтије је попустио. Исте године, освојивши Новгород, велики кнез Иван III Велики је спровео опсежне конфискације земаља богате Новгородске епархије. Године 1479. сукоб се поново заоштрио; Повод је био освећење новоизграђене Успенске цркве у Кремљу од стране митрополита Геронтија. Док се спор није решио, митрополиту Геронтију је било забрањено да освећује цркве. Међутим, убрзо велики кнез Иван III Васиљевич није имао времена за теолошке суптилности: 1480. године, кан Велике Хорде, Ахмет, напао је Русију, велики кнез Иван III је био заузет одбраном земље, и спор је морао бити одложен до 1482. године. До тада је питање постало веома акутно, такође и зато што су, због забране великог кнеза Ивана III Рјуриковича, многе новоизграђене цркве остале неосвећене. Изгубивши стрпљење, митрополит је напустио свој престо и отишао у Симоновски манастир, и тек је посета великог кнеза Ивана III њему са извињењима омогућила да се сукоб привремено реши.
Године 1483-1484. обележио је нови покушај великог кнеза Ивана III Великог Васиљевича да покори тврдоглавог митрополита Геронтија. У новембру 1483. године, митрополит Геронтије је, наводећи болест, поново отишао у Симоновски манастир. Међутим, овог пута велики кнез Иван III није отишао код митрополита Геронтија, већ је покушао да га уклони силом, задржавши га у манастиру. Само неколико месеци касније митрополит Геронтије се вратио на престо.
У међувремену, у руској цркви су се појавиле и добиле на значају две струје које су имале различите ставове према питању црквене имовине. Следбеници Нила Сорског, који су називани „непоседницима“, залагали су се за добровољно одрицање цркве од богатства и прелазак на сиромашнији и аскетскији живот. Њихови противници, који су називани „Јосифићима“ („Јосифићани“, по имену Јосифа Волоцког), напротив, бранили су право цркве на богатство (посебно на земљу). Истовремено, јозефићани су се залагали за поштовање манастирских правила, сиромаштво и напоран рад сваког појединачног монаха.

### Јерес „јудаиста“ и Сабор из 1490. године
Године 1484, велики кнезИван III је именовао свог дугогодишњег присталицу, архимандрита Генадија (Гонзова) из Чудовског манастира, за епископа Новгородског. Убрзо је новоименовани епископ огласио узбуну: по његовом мишљењу, у Новгороду се појавила и проширила јерес (која је у историјској литератури добила назив „јерес јудаиста“). Епископ Генадије је започео активну борбу против ње, чак се ослањајући на искуство католичке инквизиције, али је овде наишао на непредвиђене околности: неки од наводних јеретика уживали су покровитељство великог кнеза Ивана III Великог Рјуриковича. Тако је, посебно, Фјодор Курицин имао знатан утицај на државне послове; места свештеника у Успенском и Архангелском сабору заузела су још два јеретика - Денис и Алексеј; Супруга престолонаследника кнеза Ивана Ивановича Младог, кнегиња Јелена Волошанка, била је повезана са јеретицима. Генадијеви покушаји да на основу сведочења јеретика ухапшених у Новгороду издејствује хапшење московских присталица јереси нису дали резултате; велики кнез Иван III није био склон да придаје велики значај питању јереси. Ипак, епископу Генадију је успело да привуче на своју страну известан број црквених јерараха; Између осталих, активно га је подржавао игуман Јосиф Волоцки.
У мају 1489. године, митрополит Геронтије је умро. Надбискуп Генадије је постао виши јерарх цркве, што је одмах ојачало положај присталица искорењивања јереси. Поред тога, 7. марта 1490. године умро је престолонаследник, кнез Иван Иванович Млади, чија је супруга била заштитница јеретика, кнегиња Јелена Стефановна, услед чега је порастао утицај присталица ревнитеља православља, велике кнегиње Софије Палеолог, и кнеза Василија. Међутим, 26. септембра 1490. године, нови митрополит је постао непријатељ архиепископа Генадија, Зосима (игуман Јосиф Волоцки, не устручавајући се од оштрих израза, прекорио је Зосима због јереси), и 17. октобра је сазван црквени сабор.
Резултат сабора била је осуда јереси. Ухапшен је низ истакнутих јеретика; Неки су били затворени (држани су у веома суровим условима, што је за многе постало кобно), неки су предати архиепископу Генадију и одведени на јавно излагање кроз Новгород. Једна од новгородских хроника помиње и бруталније одмазде: спаљивање јеретика „на Духовном пољу“. Истовремено, неке присталице јереси нису ухапшени: на пример, Фјодор Курицин није кажњен.

### Расправа о црквеној имовини и коначни пораз јереси
Сабор из 1490. године није довео до потпуног уништења јереси, али је озбиљно ослабио положај њених присталица. У наредним годинама, противници јеретика су спровели значајан пропагандни рад: тако је између 1492. и 1504. године завршена „Прича о новопојављеној јереси новгородских јеретика“ Јосифа Волоцког. До извесне мере, овај препород црквене мисли био је повезан са почетком 7000. године „од стварања света“ (1492. године нове ере) и широко распрострањеним очекивањем краја света. Познато је да су таква осећања изазивала подсмех присталица јереси, што је заузврат довело до појаве објашњавајућих радова црквених личности. Тако је митрополит Зосима написао „Излагање Пасхалије“ са прорачунима црквених празника за 20 година унапред. Друга врста таквог рада био је превод на руски језик низа католичких антијеврејских трактата од стране ђакона Дмитрија Герасимова. Поред антијеретичких идеја, широко су постале познате и мисли о неприхватљивости одузимања црквених поседа: тако је око 1497. године у Новгороду, по налогу архиепископа Генадија, трактат на ову тему саставио католички доминикански монах Венијамин. Појаву таквог дела у Новгороду диктирала је пре свега новгородска стварност - конфискација архиепископских поседа од стране великог кнеза Ивана III Великог Васиљевича Рјуриковича.
У августу-почетком септембра 1503. године сазван је нови црквени сабор. Током његовог трајања донете су важне одлуке које су значајно промениле свакодневну црквену праксу: посебно су потпуно укинуте накнаде за именовање на црквене положаје. Ова одлука је очигледно наишла на подршку међу онима који нису поседовали имовину. Штавише, ову праксу су јеретици више пута критиковали. Међутим, јозефити су такође усвојили, предложили и активно подржали низ мера. Након потписивања пресуде сабора (велики кнез Иван III ју је запечатио својим печатом, чиме је наглашен значај иновација), сабор се приближио свом логичном закључку; игуман Јосиф Волоцки, кога су хитно позвали, чак је успео да напусти престоницу. Међутим, неочекивано, Нил Сорски је покренуо питање да ли је достојно да манастири поседују имања. Током жестоке дискусије, непоседници и јозефљани нису могли да дођу до заједничког мишљења. На крају, покушај непоседника да убеде црквену хијерархију у своју исправност није успео, упркос очигледној симпатији великог кнеза Ивана III према идеји секуларизације земље.
Сабор из 1503. године, заокупљен првенствено унутрашњим црквеним проблемима, није коначно решио питање јереси; истовремено, до овог тренутка положај јеретика на кнежевском двору био је несигурнији него икад. Након хапшења њихове заштитнице кнегиње Јелене Волошанке 1502. године и проглашења Василија Ивановича, сина заштитнице православља велике кнегиње Софије Палеолог, за наследника, присталице јереси су углавном изгубиле свој утицај на двору. Штавише, и сам велики кнез Иван III је коначно послушао мишљење свештенства; Јосиф Волоцки, у писму исповеднику великог кнеза Ивана III које је сачувано до нас, чак помиње покајање великог кнеза Ивана III Великог и обећање да ће казнити јеретике. Године 1504. у Москви је сазван нови црквени сабор, који је осудио на смрт истакнуте личности јереси. 27. децембра 1504. године главни јеретици су спаљени у Москви; Погубљења су се вршила и у Новгороду. Таква брутална одмазда изазвала је помешану реакцију, укључујући и међу свештенством; Јосиф Волоцки је био приморан да изда посебну поруку у којој је нагласио законитост извршених погубљења.

## Породица и питање наслеђивања
Прва жена великог кнеза Ивана III била је његова рођака у другом колену велика кнегиња Марија Борисовна, ћерка тверског великог кнеза Бориса Александровича. 15. фебруара 1458. године у породици великог кнеза рођен је син Иван. Велика кнегиња Марија, која је имала кротак карактер, умрла је 22. априла 1467. године, пре него што је напунила тридесет година. Према гласинама које су се појавиле у престоници, велика кнегиња Марија Борисовна је отрована; Чиновник Алексеј Полујектов, чија је супруга Наталија, опет према гласинама, некако била умешана у причу о тровању и окренула се врачарима, пао је у немилост. Велика кнегиња Марија Борисовна Рјурикович је сахрањена у Кремљу, у Вазнесењском манастиру. Велики кнез Иван III, који је у то време био у Коломни, није дошао на сахрану своје жене.
Две године након смрти своје прве жене велике кнегиње Марије, велики кнез Иван III је одлучио да се поново ожени. Након консултација са мајком, као и са бојарима и митрополитом, одлучио је да пристане на предлог који је недавно добио од папе да се ожени византијском принцезом Софијом (Зојом), братаницом последњег византијског цара Константина XI, који је преминуо 1453. године током освајања Цариграда од стране Турака. Софијин отац, деспот Тома Палеолог, последњи владар Морејске деспотовине, побегао је од надирућих Турака у Италију са својом породицом; Његова деца су уживала папско покровитељство. Преговори, који су трајали три године, на крају су завршени Софијиним доласком. 12. новембра 1472. године, велики кнез Иван III Велики се венчао са њом у кремаљској Успенској цркви. Покушаји папског двора да преко велике кнегиње Софије утиче на великог кнеза Ивана III и убеди га у потребу признања уније потпуно су пропали.

### Борба наследника
Временом је други брак великог кнеза Ивана III Васиљевича постао један од извора напетости на двору. Убрзо су се појавиле две групе дворског племства, од којих је једна подржавала престолонаследника кнеза Ивана Ивановича Младог, а друга, нову велику кнегињу Софију Палеолог. Године 1476, млетачки дипломата А. Контарини је приметио да је наследник „у немилости код свог оца, пошто се лоше понашао са деспином“ (Софијом), међутим, већ 1477. године, кнез Иван Иванович се помиње као очев савладар; Године 1480. одиграо је важну улогу током сукоба са Хордом и „стајања на Угри“. У наредним годинама, великокнежевска породица је значајно порасла: велика кнегиња Софија је великом кнезу Ивану III Рјуриковичу родила укупно деветоро деце - пет синова и четири ћерке.
У међувремену, у јануару 1483. године, наследник престола, кнез Иван Иванович Млади, такође је ступио у брак. Његова жена била је ћерка владара Молдавије, кнеза Стефана III Великог, кнегиња Јелена. 10. октобра 1483. године родио им се син Димитриј. Након анексије Твера 1485. године, Иван Млади је од стране свог оца великог кнеза Ивана III Васиљевича Рјуриковича именован за кнеза Твера; У једном од извора из овог периода, велики кнез Иван III и кнез Иван Млади називају се „аутократама руске земље“. Тако је током 1480-их положај кнеза Ивана Ивановича Младог као законског наследника био прилично сигуран. Положај присталица велике кнегиње Софије Палеолог био је много мање повољан. Тако, посебно, Велика кнегиња Софија није успела да добије државне положаје за своје рођаке; Њен брат Андреј је напустио Москву без ичега, а њена братаница Марија, супруга кнеза Василија Верејског (наследника Верејско-Белозерске кнежевине), била је приморана да побегне у Литванију са својим мужем, што је такође утицало на Софијину ситуацију.
Међутим, до 1490. године, појавиле су се нове околности. Син великог кнеза, престолонаследник, кнез Иван Иванович, разболео се од „кампчуге у ногама“ (гихта). Велика кнегиња Софија је позвала лекара из Венеције, „мистра Леона“, који је дрско обећао великом кнезу Ивану III да ће излечити престолонаследника; Међутим, сви лекарски напори били су узалудни и 7. марта 1490. године кнез Иван Млади је умро. Доктор је погубљен, а по Москви су почеле да се шире гласине о тровању наследника; Сто година касније, ове гласине је забележио Андреј Курбски као неспорне чињенице. Савремени историчари сматрају хипотезу о тровању кнеза Ивана Младог непроверљивом због недостатка извора.

### Завера Владимира Гусева и крунисање  Димитрија Унука
Након смрти кнеза Ивана Младог, његов син, унук великог кнеза Ивана III, кнез Димитриј, постао је наследник престола. Током наредних неколико година, борба између његових присталица и следбеника кнеза Василија Ивановича се наставила. До 1497. године, ова борба се озбиљно заоштрила. Ово погоршање је олакшано одлуком великог кнеза Ивана III да крунише свог унука, дајући му титулу великог кнеза и тиме решавајући питање наслеђивања престола. Наравно, Василијеве присталице категорично нису биле задовољне поступцима великог кнеза Ивана III. У децембру 1497. године откривена је озбиљна завера, чији је циљ био да се кнез Василије побуни против свог оца. Поред Василијевог „одласка“ и погубљења кнеза Димитрија, завереници су такође намеравали да заузму великокнежевску ризницу (која се налазила у Белоозеру). Завера није наишла на подршку међу највишим племством; Завереници, иако су потицали из прилично племићких породица, ипак нису били део ужег круга великог кнеза Ивана III Великог. Резултат завере била је прогонство велике кнегиње Софије, коју су, како је истрага открила, посећивале вештице и врачаре; Кнез Василије је стављен у кућни притвор. Главни завереници међу бољарском децом (Афанасије Јеропкин, Шчавеј Скрјабин син Травин, Владимир Гусев), као и „племените жене“ повезане са великом кнегињом Софијом, погубљени су, а неки од завереника су затворени.
4. фебруара 1498. године, крунисање кнеза Димитрија одржано је у Успенском храму. У присуству митрополита и највиших црквених јерараха, бојара и чланова великокнежанске породице (са изузетком велике кнегиње Софије и кнеза Василија Ивановича, који нису били позвани на церемонију), велики кнез Иван III је „благословио и доделио“ свом унуку титулу великог кнеза. Димитрију су дате барме и Мономахова капа, а након крунисања је у његову част приређена „велика гозба“. Већ у другој половини 1498. године, Димитријева нова титула („Велики кнез“) коришћена је у званичним документима. Крунисање Димитрија Унука, оставило је приметан траг на церемонијалу московског двора (посебно „Обред крунисања кнеза Димитрија Унука“, који описује церемонију, утицао је на обред крунисања развијен 1547. године за крунисање великог кнеза Ивана IV), а одразило се и у низу нехроничких споменика (пре свега у „Причи о владимирским кнезовима“, која је идеолошки поткрепљивала права московских владара на руске земље).

### Пренос власти на кнеза Василија Ивановича
Крунисање кнеза Димитрија Унука, није му донело победу у борби за власт, иако је ојачало његов положај. Међутим, борба између странака два наследника се наставила; кнез Димитрије није добио ни наследство ни стварну власт. У међувремену, унутрашња политичка ситуација у земљи се погоршала: у јануару 1499. године, по наређењу великог кнеза Ивана III, ухапшен је и осуђен на смрт већи број бојара - кнез Иван Јурјевич Патрикејев, његова деца, кнежеви Василије и Иван, и његов зет, кнез Семјон Рјаполовски. Сви горе наведени били су део бојарске елите; И. Ју. Патрикејев је био рођак великог кнеза Ивана III Васиљевича, носио је чин бољара 40 година и у време хапшења био је на челу Бољарске думе. Након хапшења уследило је погубљење Рјаполовског; Животи Патрикејевих су спашени заступништвом митрополита Симона - Семјону Ивановичу и Василију је дозвољено да се замонаше, а Иван је стављен „у кућни притвор“ . Месец дана касније, кнез Василије Ромодановски је ухапшен и погубљен. Извори не наводе разлоге за погубљење бољара; Такође није сасвим јасно да ли је то било повезано са било каквим неслагањима око спољне или унутрашње политике, или са династичком борбом у великокнежевској породици; У историографији такође постоје веома различита мишљења о овом питању.
До 1499. године, кнез Василије Иванович је очигледно успео да делимично поврати очево поверење: почетком те године, велики кнез Иван III је објавио псковским градоначелницима да „ја, велики кнез Иван, доделио сам свом сину великог кнеза Василија и дао му Новгород и Псков“. Међутим, ови поступци нису наишли на разумевање код Псковљана; Сукоб је решен тек до септембра.
Године 1500. почео је још један руско-литвански рат. 14. јула 1500. године, код Ведроше, руске трупе су нанеле озбиљан пораз снагама Великог војводста Литваније. Управо у том периоду летопис извештава о одласку кнеза Василија Ивановича у Вјазму и о озбиљним променама у ставу великог кнеза Ивана III Рјуриковича према његовим наследницима. У историографији не постоји консензус о томе како тумачити ову поруку; Посебно се износе сугестије о Василијевом „одласку“ од оца и покушају Литванаца да га заробе, као и мишљења о Василијевој спремности да пређе на страну Великог војводства Литваније. У сваком случају, година 1500. обележила је период растућег утицаја за кнеза Василија; У септембру је већ именован за великог кнеза „све Русије“, а до марта 1501. године вођство двора у Белоозеру прешло је на њега.
Коначно, 11. априла 1502. године, династичка борба је дошла до свог логичног завршетка. Према летопису, велики кнез Иван III „огрди свог унука, великог кнеза Димитрија, и његову мајку, велику кнегињу Јелену, и због тога није наредио да се помињу у јектенијама и литијама, нити да се називају великим кнезовима, и поставио их је за управитеље“. Неколико дана касније, Василију Ивановичу је додељена титула великог кнеза; Убрзо су Димитрије Унук и његова мајка Јелена Волошанка пребачени из кућног притвора у затвор. Тако се борба унутар великокнежанске породице завршила победом кнеза Василија; постао је очев савладар и легитимни наследник огромне државе. Пад Димитрија Унука и његове мајке, такође је предодредио судбину московско-новгородске јереси: Црквени сабор 1503. године ју је коначно победио; Погубљен је и велики број јеретика. Што се тиче судбине оних који су изгубили династичку борбу, она је била тужна: 18. јануара 1505. године, Јелена Стефановна је умрла у заточеништву, а 1509. године,  Димитрије је умро „у потреби, у затвору“. „Неки верују да је умро од глади и хладноће, други да се угушио димом“, известио је Херберштајн о његовој смрти.

## Смрт великог кнеза Ивана III Великог Васиљевича Рјуриковича
Лета 1503. године, велики кнез Иван III се тешко разболео. Недуго пре тога (7.4.1503. године), умрла је његова жена, велика кнегиња Софија Палеолог. Напустивши своје послове, велики кнез Иван III Велики Васиљевич је кренуо на путовање по манастирима, почевши од Тројице-Сергијевог. Међутим, његово стање се наставило погоршавати: ослепео је на једно око; Дошло је до делимичне парализе једне руке и једне ноге. Међутим, упркос болести, наставио је да влада земљом још 1,5 годину, а 27. октобра 1505. године, у један сат ујутру (како истиче исти Карамзин), велики кнез Иван III је умро. Према речима В.Н. Татишчев (међутим, није јасно колико је поуздан), велики кнез Иван III Рјурикович, пошто је пре смрти позвао свог исповедника и митрополита к себи, ипак је одбио да се замонаши. Како је летопис забележио, „суверен целе Русије био је у држави великог кнеза... 43 године и 7 месеци, а укупно је живео 65 година и 9 месеци“. Након смрти великог кнеза Ивана III, спроведена је традиционална амнестија. Велики кнез Иван III Рјурикович је сахрањен у Архангелској цркви Московског Кремља.
Према духовној повељи, великокнежевски престо је прешао на Василија Ивановича, а остали Иванови синови су добили удеоне градове. Међутим, иако је систем апанажа заправо враћен, он се значајно разликовао од претходног периода: нови велики кнез Василије III је добио много више земље, права и привилегија него његова браћа; Посебно је уочљив контраст са оним што је велики кнез Иван III Васиљевич Рјурикович добио у своје време. В. О. Кључевски је приметио следеће предности великокнежевског удела:
- Велики кнез је сада сам поседовао престоницу, дајући својој браћи 100 рубаља од свог прихода (раније су наследници заједнички поседовали престоницу).
- Право суђења у Москви и Московској области сада је припадало само великом кнезу (раније је сваки од кнежева имао такво право у свом делу села у Московској области).
- Право ковања новца сада је припадало само великом кнезу.
- Сада су поседи бездетнога удеоног кнеза прешли директно на великог кнеза (раније су такве земље биле подељене између преостале браће по нахођењу мајке).

Дакле, обновљени удеони систем се приметно разликовао од удеоног система претходних времена: поред повећања великокнежевског удела током поделе земље (велики кнез Василије III Иванович је добио више од 60 градова, док су његова четири брата добила не више од 30), велики кнез Василије III Рјурикович је такође концентрисао политичке предности у својим рукама.

## Карактер и изглед
До нашег времена сачуван је опис изгледа великог кнеза Ивана III који је направио Венецијанац А. Контарини, који је посетио Москву 1476. године и био почаствован сусретом са великим кнезом Иваном III Великим Васиљевичем Рјуриковичем. Према његовим речима, велики кнез  Иван је био „висок, али мршав; „Уопштено, он је веома згодан човек“. Холмогорски летописац помиње Иванов надимак - Грбави, што можда указује на то да је велики кнез Иван III био погрбљен - и то је, у принципу, све што знамо о изгледу великог кнеза Ивана III Васиљевича Рјуриковича. Један надимак који су му дали његови савременици - „Велики“ - тренутно се најчешће користи. Поред ова два надимка, до нас су дошла још два надимка великог кнеза Ивана III: „Страшни“ (касније ће овај надимак прећи на његовог унука великог кнеза Ивана IV) и „Праведни“.
Мало се зна о карактеру и навикама великог кнеза Ивана III Васиљевича. Историчар Д. И. Иловајски је у својим делима приметио „строг, деспотски, изузетно опрезан и генерално непривлачан карактер“ личности великог кнеза Ивана III. С. Херберштајн, који је посетио Москву већ у време владавине великог кнеза Василија III, писао је о великом кнезу Ивану III: „... Био је толико застрашујући за жене да би, ако би нека од њих случајно наишла на њега, скоро изгубила живот од његовог погледа.“ Није игнорисао традиционални порок руских кнежева - пијанство: „током вечере се углавном препуштао опијању до те мере да га је савладавао сан, док су сви гости били обузети страхом и ћутали; „По буђењу је обично трљао очи и тек тада би почео да се шали и показује веселост према гостима“. Аутор једне литванске хронике је написао о великом кнезу Ивану III да је био „човек храброг срца и храбар ратник“ – што је вероватно било мало претеривање, пошто је велики кнез Иван III Рјурикович више волео да не иде сам у походе, већ да шаље своје заповеднике. С. Херберштајн је на исту тему написао да га се „велики Стефан, чувени палатин Молдавије, често сећао на гозбама, говорећи да он, седећи код куће и препуштајући се сну, повећава своју моћ, док он сам, борећи се свакодневно, једва може да брани границе“.
Познато је да је велики кнез Иван III веома пажљиво слушао савете бојарске думе; Племић Иван Берсен-Беклемишев (погубљен за време великог кнеза Василија III) написао је да је велики кнез Иван III Велики Васиљевич „волео оне који су говорили против њега (приговоре) и фаворизовао оне који су говорили против њега“. Андреј Курбски је такође приметио монархову љубав према бојарским саветима; Међутим, судећи по речима Курбског дописног противника, цара Ивана IV, односи великог кнеза Ивана III са бољарима били су далеко од идиличних.
Карактеризација Иванових верских ставова такође се суочава са недостатком података. Познато је да су дуго времена слободномислећи јеретици уживали његову подршку: два новгородска јеретика (Денис и Алексеј) постављена су у кремаљске храмове; Фјодор Курицин је уживао значајан утицај на двору; Године 1490, Зосима, кога су неки црквени вође сматрали присталицом јереси, изабран је за митрополита. Судећи по једном од писама Јосифа Волоцког, велики кнез Иван III је знао за везе своје снаје, кнегиње Јелене Волошанке, са јеретицима.

## Резултати владавине
Главни резултат владавине великог кнеза Ивана III било је уједињење већине руских земаља око Москве. Под руком великог кнеза Ивана III биле су уједињене: Новгородска република, која је дуго била ривал Москве, Тверска кнежевина, Јарославска, Ростовска и делимично Рјазанска кнежевина и Вјатска земља. Након успешних ратова са Великим војводством Литванијом, власт великог кнеза целе Русије проширила се на Горње кнежевине, Новгород-Северски, Чернигов, Брјанск, Путивљ, Курск и низ других градова (који су пре рата чинили око трећину територије Великог војводства Литваније); Када је умро, велики кнез Иван III је свом наследнику оставио државу неколико пута већу него што је он сам наследио. Према А. Е. Пресњакову, циљ ових процеса није био прикупљање земље, већ „прикупљање власти“ у рукама великог кнеза. Штавише, управо под великим кнезом Иваном III руска држава је постала потпуно независна: као резултат „стајања на Угри“, власт Монголског кана над Русијом, која је трајала од 1243. године, потпуно је престала. Истовремено, руска држава је преузела монголски војно-административни стил управљања, услед чега је, према речима Н. С. Борисова, „сервилност великог кнеза према кану замењена сервилношћу свих према великом кнезу“.
Године владавине великог кнеза Ивана III обележили су и успеси у унутрашњој политици. Током спроведених реформи усвојен је законик за земљу - „Законик“ из 1497. године. Истовремено су постављени темељи командног система управљања, а појавио се и локални систем. Централизација земље и елиминисање фрагментације су се наставиле; велики кнез Иван III Велики је водио прилично тешку борбу против сепаратизма удеоних кнежева. Владавина великог кнеза Ивана III постала је време културног напретка. Изградња нових зграда (посебно Московске Успенске цркве), процват летописа, појава нових идеја - све то сведочи о значајним успесима у области културе.
Историчари сматрају јачање деспотске аутократске власти и прекомерну употребу насиља у решавању државних послова негативним аспектима владавине великог кнеза Ивана III. Тако је, према историчару из XIX века Н. И. Костомарову, власт великог кнеза Ивана III Васиљевича „прешла у азијски деспотизам, претварајући све подређене у плашљиве и неме робове“, а репресије које је спроводио довеле су до тога да је у друштву „почео да доминира бесмислени страх од силе, уместо свесног поштовања легитимне власти“. Костомаров види један од разлога за овакав развој догађаја у чињеници да „уздижући аутократију, велики кнез Иван III је није ојачао осећајем за законитост“. Према речима канд. ист. Према А. В. Воробјову, настајућа аутократија је попримила патримонијални облик: владар је играо симболичку улогу оца у односу на своје поданике, не само диктирајући им своју вољу, већ и пружајући заштиту. Како историчар Н. С. Борисов примећује, једно од средстава за јачање ауторитета централне кнежевске власти биле су „сурове репресалије против оних који су јој на овај или онај начин стајали на путу“, а сам систем аутократске власти „морао је бити створен на костима незадовољних“. Као резултат тога, „сваки отпор сувереној вољи суверена од тада се сматрао државним злочином и повлачио је за собом строгу казну“. А. Е. Пресњаков је писао да је нова аутократска власт израсла „на рушевинама традиционалног система односа, освештаног вековним навикама моралних и правних погледа“, обнављајући их на такав начин да се у друштву развила идеја о апсолутној власти кнеза „аутократског у његовом апсолутизму, у његовој слободи од свих традиционалних норми, осим једне – сопствене воље као власника“.

## Породично стабло
| \| \| \| \| \| \| \| \| \| \| \| \| \| \| 16. Иван II Иванович \| \| \| \| \| \| \| \| \| \| \| \| \| \| \| \| \| \| \| \| \| \| \| \| \| \| \| \| \| \| \| \| \| \| \| \| \| \| \| \| \| \| \| \| \| \| \| \| \| \| \| \| \| \| \| \| \| \| \| \| 8. Дмитриј Донски \| \| \| \| \| \| \| \| \| \| \| \| \| \| \| \| \| \| \| \| \| \| \| \| \| \| \| \| \| \| \| \| \| \| \| \| \| \| \| \| \| \| \| \| \| \| \| \| \| \| \| \| \| \| \| \| \| \| \| \| \| \| \| \| \| \| \| \| \| \| \| \| 17. Alexandra Ivanovna Velyaminova \| \| \| \| \| \| \| \| \| \| \| \| \| \| \| \| \| \| \| \| \| \| \| \| \| \| \| \| \| \| \| \| \| \| \| \| \| \| \| \| \| \| \| \| \| \| \| \| \| \| \| \| \| \| \| \| \| \| \| \| \| \| \| \| \| \| \| \| \| \| \| \| 4. Василиј I Дмитријевич \| \| \| \| \| \| \| \| \| \| \| \| \| \| \| \| \| \| \| \| \| \| \| \| \| \| \| \| \| \| \| \| \| \| \| \| \| \| \| \| \| \| \| \| \| \| \| \| \| \| \| \| \| \| \| \| \| \| \| \| \| \| \| \| \| \| \| \| \| \| \| \| 18. Дмитриј од Суздаља \| \| \| \| \| \| \| \| \| \| \| \| \| \| \| \| \| \| \| \| \| \| \| \| \| \| \| \| \| \| \| \| \| \| \| \| \| \| \| \| \| \| \| \| \| \| \| \| \| \| \| \| \| \| \| \| \| \| \| \| \| \| \| \| \| \| \| \| \| \| \| \| 9. Eudoxia Dmitriyevna of Suzdal \| \| \| \| \| \| \| \| \| \| \| \| \| \| \| \| \| \| \| \| \| \| \| \| \| \| \| \| \| \| \| \| \| \| \| \| \| \| \| \| \| \| \| \| \| \| \| \| \| \| \| \| \| \| \| \| \| \| \| \| \| \| \| \| \| \| \| \| \| \| \| \| 19. Vasilisa-Anna Konstantinovna of Rostov \| \| \| \| \| \| \| \| \| \| \| \| \| \| \| \| \| \| \| \| \| \| \| \| \| \| \| \| \| \| \| \| \| \| \| \| \| \| \| \| \| \| \| \| \| \| \| \| \| \| \| \| \| \| \| \| \| \| \| \| \| \| \| \| \| \| \| \| \| \| \| \| 2. Василиј II Слепи \| \| \| \| \| \| \| \| \| \| \| \| \| \| \| \| \| \| \| \| \| \| \| \| \| \| \| \| \| \| \| \| \| \| \| \| \| \| \| \| \| \| \| \| \| \| \| \| \| \| \| \| \| \| \| \| \| \| \| \| \| \| \| \| \| \| \| \| \| \| \| \| 20. Кејстут, Grand Duke of Lithuania \| \| \| \| \| \| \| \| \| \| \| \| \| \| \| \| \| \| \| \| \| \| \| \| \| \| \| \| \| \| \| \| \| \| \| \| \| \| \| \| \| \| \| \| \| \| \| \| \| \| \| \| \| \| \| \| \| \| \| \| \| \| \| \| \| \| \| \| \| \| \| \| 10. Витолд, велики кнез Литваније \| \| \| \| \| \| \| \| \| \| \| \| \| \| \| \| \| \| \| \| \| \| \| \| \| \| \| \| \| \| \| \| \| \| \| \| \| \| \| \| \| \| \| \| \| \| \| \| \| \| \| \| \| \| \| \| \| \| \| \| \| \| \| \| \| \| \| \| \| \| \| \| 21. Birutė \| \| \| \| \| \| \| \| \| \| \| \| \| \| \| \| \| \| \| \| \| \| \| \| \| \| \| \| \| \| \| \| \| \| \| \| \| \| \| \| \| \| \| \| \| \| \| \| \| \| \| \| \| \| \| \| \| \| \| \| \| \| \| \| \| \| \| \| \| \| \| \| 5. Софија од Литваније \| \| \| \| \| \| \| \| \| \| \| \| \| \| \| \| \| \| \| \| \| \| \| \| \| \| \| \| \| \| \| \| \| \| \| \| \| \| \| \| \| \| \| \| \| \| \| \| \| \| \| \| \| \| \| \| \| \| \| \| \| \| \| \| \| \| \| \| \| \| \| \| 22. Svyatoslav Ivanovich, Grand Prince of Smolensk (hypothecal) \| \| \| \| \| \| \| \| \| \| \| \| \| \| \| \| \| \| \| \| \| \| \| \| \| \| \| \| \| \| \| \| \| \| \| \| \| \| \| \| \| \| \| \| \| \| \| \| \| \| \| \| \| \| \| \| \| \| \| \| \| \| \| \| \| \| \| \| \| \| \| \| 11. Ана, велика кнегиња Литваније \| \| \| \| \| \| \| \| \| \| \| \| \| \| \| \| \| \| \| \| \| \| \| \| \| \| \| \| \| \| \| \| \| \| \| \| \| \| \| \| \| \| \| \| \| \| \| \| \| \| \| \| \| \| \| \| \| \| \| \| \| \| \| \| \| \| \| \| \| \| \| \| \| \| \| \| \| \| \| \| \| \| \| \| \| \| \| \| \| \| \| \| \| \| \| \| \| \| \| \| \| \| \| \| \| \| \| \| \| \| \| \| \| \| \| \| \| \| \| \| \| \| \| \| \| \| \| \| \| \| \| \| \| \| \| \| \| \| \| \| \| \| \| \| 1. Иван III Васиљевич \| \| \| \| \| \| \| \| \| \| \| \| \| \| \| \| \| \| \| \| \| \| \| \| \| \| \| \| \| \| \| \| \| \| \| \| \| \| \| \| \| \| \| \| \| \| \| \| \| \| \| \| \| \| \| \| \| \| \| \| \| \| \| \| \| \| \| \| \| \| \| \| 24. Andrei Ivanovich, Prince of Novgorod, Borovsk and Serpukhov \| \| \| \| \| \| \| \| \| \| \| \| \| \| \| \| \| \| \| \| \| \| \| \| \| \| \| \| \| \| \| \| \| \| \| \| \| \| \| \| \| \| \| \| \| \| \| \| \| \| \| \| \| \| \| \| \| \| \| \| \| \| \| \| \| \| \| \| \| \| \| \| 12. Vladimir Andreyevich, Prince of Serpukhov and Borovsk \| \| \| \| \| \| \| \| \| \| \| \| \| \| \| \| \| \| \| \| \| \| \| \| \| \| \| \| \| \| \| \| \| \| \| \| \| \| \| \| \| \| \| \| \| \| \| \| \| \| \| \| \| \| \| \| \| \| \| \| \| \| \| \| \| \| \| \| \| \| \| \| 25. Maria Ivanovna of Galich \| \| \| \| \| \| \| \| \| \| \| \| \| \| \| \| \| \| \| \| \| \| \| \| \| \| \| \| \| \| \| \| \| \| \| \| \| \| \| \| \| \| \| \| \| \| \| \| \| \| \| \| \| \| \| \| \| \| \| \| \| \| \| \| \| \| \| \| \| \| \| \| 6. Yaroslav Vladimirovich, Prince of Serpukhov, Borovsk and Maloyaroslavets \| \| \| \| \| \| \| \| \| \| \| \| \| \| \| \| \| \| \| \| \| \| \| \| \| \| \| \| \| \| \| \| \| \| \| \| \| \| \| \| \| \| \| \| \| \| \| \| \| \| \| \| \| \| \| \| \| \| \| \| \| \| \| \| \| \| \| \| \| \| \| \| 26. Алгирдас \| \| \| \| \| \| \| \| \| \| \| \| \| \| \| \| \| \| \| \| \| \| \| \| \| \| \| \| \| \| \| \| \| \| \| \| \| \| \| \| \| \| \| \| \| \| \| \| \| \| \| \| \| \| \| \| \| \| \| \| \| \| \| \| \| \| \| \| \| \| \| \| 13. Elena of Lithuania \| \| \| \| \| \| \| \| \| \| \| \| \| \| \| \| \| \| \| \| \| \| \| \| \| \| \| \| \| \| \| \| \| \| \| \| \| \| \| \| \| \| \| \| \| \| \| \| \| \| \| \| \| \| \| \| \| \| \| \| \| \| \| \| \| \| \| \| \| \| \| \| 27. Улијана Александровна Тверска \| \| \| \| \| \| \| \| \| \| \| \| \| \| \| \| \| \| \| \| \| \| \| \| \| \| \| \| \| \| \| \| \| \| \| \| \| \| \| \| \| \| \| \| \| \| \| \| \| \| \| \| \| \| \| \| \| \| \| \| \| \| \| \| \| \| \| \| \| \| \| \| 3. Maria of Borovsk \| \| \| \| \| \| \| \| \| \| \| \| \| \| \| \| \| \| \| \| \| \| \| \| \| \| \| \| \| \| \| \| \| \| \| \| \| \| \| \| \| \| \| \| \| \| \| \| \| \| \| \| \| \| \| \| \| \| \| \| \| \| \| \| \| \| \| \| \| \| \| \| 28. Feodor Andreyevich "Koshka" Kobylin \| \| \| \| \| \| \| \| \| \| \| \| \| \| \| \| \| \| \| \| \| \| \| \| \| \| \| \| \| \| \| \| \| \| \| \| \| \| \| \| \| \| \| \| \| \| \| \| \| \| \| \| \| \| \| \| \| \| \| \| \| \| \| \| \| \| \| \| \| \| \| \| 14. Feodor Feodorovich "Goltiay" Koshkin \| \| \| \| \| \| \| \| \| \| \| \| \| \| \| \| \| \| \| \| \| \| \| \| \| \| \| \| \| \| \| \| \| \| \| \| \| \| \| \| \| \| \| \| \| \| \| \| \| \| \| \| \| \| \| \| \| \| \| \| \| \| \| \| \| \| \| \| \| \| \| \| \| \| \| \| \| \| \| \| \| \| \| \| \| \| \| \| \| \| \| \| \| \| \| \| \| \| \| \| \| \| \| \| \| \| \| \| \| \| \| \| \| \| \| \| \| \| \| \| \| \| \| \| \| \| \| \| \| \| \| \| \| \| \| \| \| \| \| \| \| \| \| \| 7. Maria Feodorovna Goltiayeva Koshkina \| \| \| \| \| \| \| \| \| \| \| \| \| \| \| \| \| \| \| \| \| \| \| \| \| \| \| \| \| \| \| \| \| \| \| \| \| \| \| \| \| \| \| \| \| \| \| \| \| \| \| \| |                                                                             |  |  |  |  |  |  |  |  |  |  |  |                      |  |  |  |
| |                                                                             |  |  |  |  |  |  |  |  |  |  |  | 16. Иван II Иванович |  |  |  |
| |                                                                             |  |  |  |  |  |  |  |  |  |  |  |                      |  |  |  |
| |                                                                             |  |  |  |  |  |  |  |  |  |  |  |                      |  |  |  |
| |                                                                             |  |  |  |  |  |  |  |  |  |  |  |                      |  |  |  |
| | 8. Дмитриј Донски                                                           |  |  |  |  |  |  |  |  |  |  |  |                      |  |  |  |
| |                                                                             |  |  |  |  |  |  |  |  |  |  |  |                      |  |  |  |
| |                                                                             |  |  |  |  |  |  |  |  |  |  |  |                      |  |  |  |
| |                                                                             |  |  |  |  |  |  |  |  |  |  |  |                      |  |  |  |
| | 17. Alexandra Ivanovna Velyaminova                                          |  |  |  |  |  |  |  |  |  |  |  |                      |  |  |  |
| |                                                                             |  |  |  |  |  |  |  |  |  |  |  |                      |  |  |  |
| |                                                                             |  |  |  |  |  |  |  |  |  |  |  |                      |  |  |  |
| |                                                                             |  |  |  |  |  |  |  |  |  |  |  |                      |  |  |  |
| | 4. Василиј I Дмитријевич                                                    |  |  |  |  |  |  |  |  |  |  |  |                      |  |  |  |
| |                                                                             |  |  |  |  |  |  |  |  |  |  |  |                      |  |  |  |
| |                                                                             |  |  |  |  |  |  |  |  |  |  |  |                      |  |  |  |
| |                                                                             |  |  |  |  |  |  |  |  |  |  |  |                      |  |  |  |
| | 18. Дмитриј од Суздаља                                                      |  |  |  |  |  |  |  |  |  |  |  |                      |  |  |  |
| |                                                                             |  |  |  |  |  |  |  |  |  |  |  |                      |  |  |  |
| |                                                                             |  |  |  |  |  |  |  |  |  |  |  |                      |  |  |  |
| |                                                                             |  |  |  |  |  |  |  |  |  |  |  |                      |  |  |  |
| | 9. Eudoxia Dmitriyevna of Suzdal                                            |  |  |  |  |  |  |  |  |  |  |  |                      |  |  |  |
| |                                                                             |  |  |  |  |  |  |  |  |  |  |  |                      |  |  |  |
| |                                                                             |  |  |  |  |  |  |  |  |  |  |  |                      |  |  |  |
| |                                                                             |  |  |  |  |  |  |  |  |  |  |  |                      |  |  |  |
| | 19. Vasilisa-Anna Konstantinovna of Rostov                                  |  |  |  |  |  |  |  |  |  |  |  |                      |  |  |  |
| |                                                                             |  |  |  |  |  |  |  |  |  |  |  |                      |  |  |  |
| |                                                                             |  |  |  |  |  |  |  |  |  |  |  |                      |  |  |  |
| |                                                                             |  |  |  |  |  |  |  |  |  |  |  |                      |  |  |  |
| | 2. Василиј II Слепи                                                         |  |  |  |  |  |  |  |  |  |  |  |                      |  |  |  |
| |                                                                             |  |  |  |  |  |  |  |  |  |  |  |                      |  |  |  |
| |                                                                             |  |  |  |  |  |  |  |  |  |  |  |                      |  |  |  |
| |                                                                             |  |  |  |  |  |  |  |  |  |  |  |                      |  |  |  |
| | 20. Кејстут, Grand Duke of Lithuania                                        |  |  |  |  |  |  |  |  |  |  |  |                      |  |  |  |
| |                                                                             |  |  |  |  |  |  |  |  |  |  |  |                      |  |  |  |
| |                                                                             |  |  |  |  |  |  |  |  |  |  |  |                      |  |  |  |
| |                                                                             |  |  |  |  |  |  |  |  |  |  |  |                      |  |  |  |
| | 10. Витолд, велики кнез Литваније                                           |  |  |  |  |  |  |  |  |  |  |  |                      |  |  |  |
| |                                                                             |  |  |  |  |  |  |  |  |  |  |  |                      |  |  |  |
| |                                                                             |  |  |  |  |  |  |  |  |  |  |  |                      |  |  |  |
| |                                                                             |  |  |  |  |  |  |  |  |  |  |  |                      |  |  |  |
| | 21. Birutė                                                                  |  |  |  |  |  |  |  |  |  |  |  |                      |  |  |  |
| |                                                                             |  |  |  |  |  |  |  |  |  |  |  |                      |  |  |  |
| |                                                                             |  |  |  |  |  |  |  |  |  |  |  |                      |  |  |  |
| |                                                                             |  |  |  |  |  |  |  |  |  |  |  |                      |  |  |  |
| | 5. Софија од Литваније                                                      |  |  |  |  |  |  |  |  |  |  |  |                      |  |  |  |
| |                                                                             |  |  |  |  |  |  |  |  |  |  |  |                      |  |  |  |
| |                                                                             |  |  |  |  |  |  |  |  |  |  |  |                      |  |  |  |
| |                                                                             |  |  |  |  |  |  |  |  |  |  |  |                      |  |  |  |
| | 22. Svyatoslav Ivanovich, Grand Prince of Smolensk (hypothecal)             |  |  |  |  |  |  |  |  |  |  |  |                      |  |  |  |
| |                                                                             |  |  |  |  |  |  |  |  |  |  |  |                      |  |  |  |
| |                                                                             |  |  |  |  |  |  |  |  |  |  |  |                      |  |  |  |
| |                                                                             |  |  |  |  |  |  |  |  |  |  |  |                      |  |  |  |
| | 11. Ана, велика кнегиња Литваније                                           |  |  |  |  |  |  |  |  |  |  |  |                      |  |  |  |
| |                                                                             |  |  |  |  |  |  |  |  |  |  |  |                      |  |  |  |
| |                                                                             |  |  |  |  |  |  |  |  |  |  |  |                      |  |  |  |
| |                                                                             |  |  |  |  |  |  |  |  |  |  |  |                      |  |  |  |
| |                                                                             |  |  |  |  |  |  |  |  |  |  |  |                      |  |  |  |
| |                                                                             |  |  |  |  |  |  |  |  |  |  |  |                      |  |  |  |
| |                                                                             |  |  |  |  |  |  |  |  |  |  |  |                      |  |  |  |
| |                                                                             |  |  |  |  |  |  |  |  |  |  |  |                      |  |  |  |
| | 1. Иван III Васиљевич                                                       |  |  |  |  |  |  |  |  |  |  |  |                      |  |  |  |
| |                                                                             |  |  |  |  |  |  |  |  |  |  |  |                      |  |  |  |
| |                                                                             |  |  |  |  |  |  |  |  |  |  |  |                      |  |  |  |
| |                                                                             |  |  |  |  |  |  |  |  |  |  |  |                      |  |  |  |
| | 24. Andrei Ivanovich, Prince of Novgorod, Borovsk and Serpukhov             |  |  |  |  |  |  |  |  |  |  |  |                      |  |  |  |
| |                                                                             |  |  |  |  |  |  |  |  |  |  |  |                      |  |  |  |
| |                                                                             |  |  |  |  |  |  |  |  |  |  |  |                      |  |  |  |
| |                                                                             |  |  |  |  |  |  |  |  |  |  |  |                      |  |  |  |
| | 12. Vladimir Andreyevich, Prince of Serpukhov and Borovsk                   |  |  |  |  |  |  |  |  |  |  |  |                      |  |  |  |
| |                                                                             |  |  |  |  |  |  |  |  |  |  |  |                      |  |  |  |
| |                                                                             |  |  |  |  |  |  |  |  |  |  |  |                      |  |  |  |
| |                                                                             |  |  |  |  |  |  |  |  |  |  |  |                      |  |  |  |
| | 25. Maria Ivanovna of Galich                                                |  |  |  |  |  |  |  |  |  |  |  |                      |  |  |  |
| |                                                                             |  |  |  |  |  |  |  |  |  |  |  |                      |  |  |  |
| |                                                                             |  |  |  |  |  |  |  |  |  |  |  |                      |  |  |  |
| |                                                                             |  |  |  |  |  |  |  |  |  |  |  |                      |  |  |  |
| | 6. Yaroslav Vladimirovich, Prince of Serpukhov, Borovsk and Maloyaroslavets |  |  |  |  |  |  |  |  |  |  |  |                      |  |  |  |
| |                                                                             |  |  |  |  |  |  |  |  |  |  |  |                      |  |  |  |
| |                                                                             |  |  |  |  |  |  |  |  |  |  |  |                      |  |  |  |
| |                                                                             |  |  |  |  |  |  |  |  |  |  |  |                      |  |  |  |
| | 26. Алгирдас                                                                |  |  |  |  |  |  |  |  |  |  |  |                      |  |  |  |
| |                                                                             |  |  |  |  |  |  |  |  |  |  |  |                      |  |  |  |
| |                                                                             |  |  |  |  |  |  |  |  |  |  |  |                      |  |  |  |
| |                                                                             |  |  |  |  |  |  |  |  |  |  |  |                      |  |  |  |
| | 13. Elena of Lithuania                                                      |  |  |  |  |  |  |  |  |  |  |  |                      |  |  |  |
| |                                                                             |  |  |  |  |  |  |  |  |  |  |  |                      |  |  |  |
| |                                                                             |  |  |  |  |  |  |  |  |  |  |  |                      |  |  |  |
| |                                                                             |  |  |  |  |  |  |  |  |  |  |  |                      |  |  |  |
| | 27. Улијана Александровна Тверска                                           |  |  |  |  |  |  |  |  |  |  |  |                      |  |  |  |
| |                                                                             |  |  |  |  |  |  |  |  |  |  |  |                      |  |  |  |
| |                                                                             |  |  |  |  |  |  |  |  |  |  |  |                      |  |  |  |
| |                                                                             |  |  |  |  |  |  |  |  |  |  |  |                      |  |  |  |
| | 3. Maria of Borovsk                                                         |  |  |  |  |  |  |  |  |  |  |  |                      |  |  |  |
| |                                                                             |  |  |  |  |  |  |  |  |  |  |  |                      |  |  |  |
| |                                                                             |  |  |  |  |  |  |  |  |  |  |  |                      |  |  |  |
| |                                                                             |  |  |  |  |  |  |  |  |  |  |  |                      |  |  |  |
| | 28. Feodor Andreyevich "Koshka" Kobylin                                     |  |  |  |  |  |  |  |  |  |  |  |                      |  |  |  |
| |                                                                             |  |  |  |  |  |  |  |  |  |  |  |                      |  |  |  |
| |                                                                             |  |  |  |  |  |  |  |  |  |  |  |                      |  |  |  |
| |                                                                             |  |  |  |  |  |  |  |  |  |  |  |                      |  |  |  |
| | 14. Feodor Feodorovich "Goltiay" Koshkin                                    |  |  |  |  |  |  |  |  |  |  |  |                      |  |  |  |
| |                                                                             |  |  |  |  |  |  |  |  |  |  |  |                      |  |  |  |
| |                                                                             |  |  |  |  |  |  |  |  |  |  |  |                      |  |  |  |
| |                                                                             |  |  |  |  |  |  |  |  |  |  |  |                      |  |  |  |
| |                                                                             |  |  |  |  |  |  |  |  |  |  |  |                      |  |  |  |
| |                                                                             |  |  |  |  |  |  |  |  |  |  |  |                      |  |  |  |
| |                                                                             |  |  |  |  |  |  |  |  |  |  |  |                      |  |  |  |
| |                                                                             |  |  |  |  |  |  |  |  |  |  |  |                      |  |  |  |
| | 7. Maria Feodorovna Goltiayeva Koshkina                                     |  |  |  |  |  |  |  |  |  |  |  |                      |  |  |  |
| |                                                                             |  |  |  |  |  |  |  |  |  |  |  |                      |  |  |  |
| |                                                                             |  |  |  |  |  |  |  |  |  |  |  |                      |  |  |  |

## Потомство
У браку са својом првом супругом Маријом Борисовном, ћерком тверског кнеза Бориса Александровича (1425—1461), имао је једног сина:
- Вероватно монахиња Александра (умрла 1525. године). Име је непознато у свету. Можда је она једна од Јелена из следећег брака[113].
- Иван Млади, (15. фебруар 1458 – 7. март 1490). Супруга - кнегиња Јелена Волошанка (вероватно рођена 1464-1466, умрла 18. јануара 1505. године), син - кнез Димитриј Иванович Унук (10. октобар 1483 - 14. фебруар 1509).

У браку са Софијом Палеолог, имао је неколико деце:
- † Ана (1474. године), умрла је у детињству.
- † Јелена (1475. године), умрла је у детињству.
- Феодосија (1475 - ?).
- Јелена (19. мај 1476 - 20. јануар 1513), супруга литванског војводе и краља Пољске Александра Јагелона (1492—1506).
- Василиј III Иванович (25. март 1479 - 3. децембар 1533.), московски кнез (1505—1533).
- Јуриј Иванович (23. март 1480 - 8. март 1536), кнез Дмитрова (1505—1536).
- Дмитриј II Жилка (6. октобар 1481 - 14. фебруар 1521), кнез Углича (1505—1521).
- Јелена (8. април 1484 - ?).
- Феодосија (29. мај 1485 – 12. фебруар 1501) – од 1500. године, супруга кнеза и московског гувернера Василија Даниловича Холмског.
- Симеон Иванович (21. март 1487 - 26. јун 1518), кнез Калуге (1505—1518).
- Андреј Иванович (5. август 1490 - 11. децембар 1537), кнез Старице и Волоколамска (1519—1537)
- Евдокија (око фебруара 1492 - 1513), од 25 јануара 1526. године, супруга казањског принца крштеног као Петар Абрамович (Худајкул)[114]

## Памћење

### Споменици
- Фигура великог кнеза Ивана III постављена је у средњем слоју споменика Миленијум Русије. Велики кнез Иван III у царској одећи, Мономаховој капи, са жезлом и јарбом, прима знак моћи - бунчук - од клечећег Татара. Поред фигуре великог кнеза Ивана III леже Литванац поражен у бици и поражени ливонски витез са сломљеним мачем. У позадини је фигура Сибирца - симбол будућег освајања Сибира.
- Споменик великом кнезу Ивану III је копија фигуре са споменика Миленијуму Русије, постављеног на територији Кадетског интерната бр. 7 названог по М. А. Шолохову у Москви[115].
- 6. септембар 2016. - у Нарјан-Мару је отворен споменик великом кнезу Ивану III, оснивачу Пустозерска (такође копија фигуре са споменика Миленијум Русије)[116]. Споменик је подигнут близу олтарске апсиде Богојављенске цркве[117].
- Дана 8. јула 2017. године, на територији Владимирског скита Калушке Свето-Тихоновске пустиње у Калушкој области откривен је споменик великом кнезу Ивану III, направљен новцем који је прикупио манастир. Споменик је подигнут на почетку музејског комплекса „Велико стајање на реци Угри“ на територији пустиње[118].
- Дана 12. новембра 2017. године, у центру Калуге откривен је споменик великом кнезу Ивану III, који је направио вајар Андреј Коробцов[119].

## Слика у уметности

### У фикцији
- Карамзин Н. М. Марфа, градоначелница (1803).
- Мордовцев Д. Л. Москва сузама не верује. Историјска прича о владавини Ивана Грозног (1885).
- Лажечников И. И. Басурман. — М.: Белетристика, 1989. — 368 стр.: илустр. — (Класици и савременици). —  5-280-00499-5.
- Наживин И. Ф. Кремљ. Хроника XV-XVI века. Историјски роман (написан 1931). — М.: Издавачка кућа Мешчерјаков, 2007. — 240 с. —  978-5-91045-048-0.
- Балашов Д.М. Марфа градоначелница. Историјски роман. — М.: Совјетска Русија, 1972. — 432 стр.
- Гордејева Л.И. Јован III Велики: У 2 тома - М.: Терра, 1998. - 416 стр. + 304 с. — (Тајне историје у романима, причама и документима). —  5-300-01879-1.
- Иванов против Н. Иван Трећи // У књизи: Иванов против. Н. Царица Фике. Историјске приче. — М.: Правда, 1988. — С. 5—110.
- Лошчилов И. Н. Претеча. Историјска прича. - М.: Воениздат, 1987. - 256 с.: илустр.
- Лошчилов И. Н. Ослобођење. Историјски роман. - М.: Воениздат, 1991. - 384 с.: илустр. —  5-203-01016-1.
- Сеген А. Ју. Державни. Роман. — М.: Вече, 2006. — 672 стр. — (Светска историја у романима). —  5-9533-1676-3.
- Иазвитски В. И. Иван III - владар целе Русије. Историјски роман: У 2 тома. - М.: Ескмо; Фолио, 1994. - 1360 стр. —  5-7150-0110-2.

### У сликарству
- Вео Јелене Волошанке с краја XV века.[120]
- Икона из прве трећине XVI века „Богородица Богољубовска, са онима који стоје пред њом“[120].
- Бројне минијатуре из „Илустроване збирке хроника“ из XVI века[120].
- Профилни портрет из књиге француског путника Андреа Тевеа, Општа космографија (Париз, 1575).[120]
- Фреска изнад места гроба великог кнеза Ивана III у Архангелској цркви Московског Кремља (1652-1666).[120]
- Портрет у „Царском титулару“ из 1672. године.[120]
- Слика Николаја Шустова „Иван III цепа ханову повељу“.[120]

### У биоскопу
- „Путовање преко три мора“ (1958) – у совјетско-индијском филму, улогу Ивана играо је Леонид Топчијев.[120]
- „Софија“ (2016) - у серији на руском ТВ каналу, улогу Ивана играо је Јевгениј Циганов.
- „Срце Парме“ (2022) - у руском филму улогу Ивана играо је Фјодор Бондарчук.